# Bobonaro (Gemeinde)
| Munisípiu Bobonaru (tetum) Município de Bobonaro (port.) |              |              |
| Landschaft zwischen Balibo und Maliana                   |              |              |
| Daten                                                    |              |              |
| Hauptstadt                                               | Maliana      | Maliana      |
| Fläche                                                   | 1.378,10 km² | 1.378,10 km² |
| Einwohnerzahl (2022)                                     | 106.638      | 106.638      |
| Zahl der Haushalte (2022)                                | 20.820       | 20.820       |
| ISO 3166-2                                               | TL-BO        | TL-BO        |
| Verwaltungsämter                                         | Einwohner    | Fläche       |
| Atabae                                                   | 12.938       | 251,84 km²   |
| Balibo                                                   | 17.619       | 295,97 km²   |
| Bobonaro                                                 | 25.374       | 212,50 km²   |
| Cailaco                                                  | 10.328       | 208,02 km²   |
| Lolotoe                                                  | 7.691        | 172,72 km²   |
| Maliana                                                  | 32.689       | 237,04 km²   |
| Karte                                                    |              |              |
| Übersichtskarte Bobonaro                                 |              |              |

Bobonaro (tetum Bobonaru) ist eine Gemeinde von Osttimor. Sie ist nach ihrer ehemaligen Hauptstadt Bobonaro benannt. Die Gemeinde liegt an der Nordküste Timors und grenzt im Westen an den Nachbarstaat Indonesien. Bobonaro wird durch das Flusssystem des Lóis geprägt, in dessen Ebenen Reis angebaut wird. Im Süden steigt das Bergland bis auf eine Höhe von 1500 m an. 1975 gehörte Bobonaro zu jenen Regionen Osttimors, die von den Indonesiern noch vor Beginn der offenen Invasion am 7. Dezember besetzt wurden. Dabei kamen auch fünf westliche Journalisten ums Leben, die „Balibo Five“.

## Name
Für die Herkunft des Namens der Gemeinde gibt es verschiedene Erklärungen. Das Wort „Buburbnaru“ in Tetum bedeutet übersetzt „großer Eukalyptus“.
Aus dem Bunak stammt „Ho“ (deutsch Blut) und „Nalu“, die Bezeichnung für einen traditionellen, geflochtenen Korb, der auch „Bote“ oder „Taan“ genannt wird. Dieser wird mit einem Riemen an der Stirn auf dem Rücken getragen. Zusammen bedeuten die Wörter „Korb des Blutes“, beziehungsweise „Korb des Lebens“.
Die Kemak-Worte „Bobo“ (deutsch verstecken) und „Naru“ (deutsch lang) beziehen sich auf einen sicheren Ort, an dem man sich lange verstecken kann.

## Geographie

### Überblick

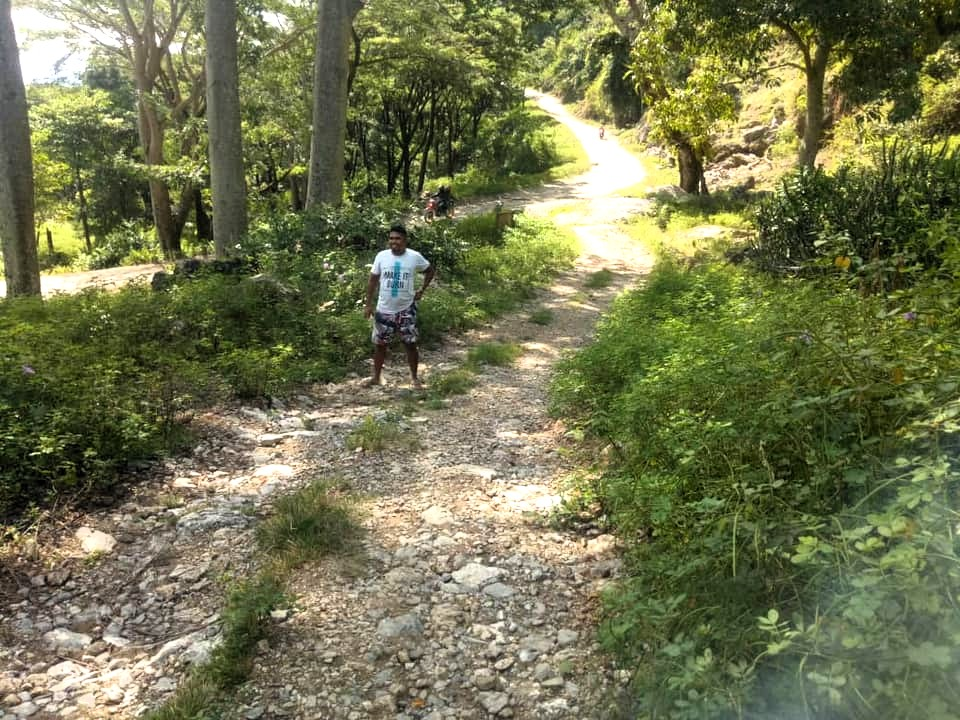
In der Aldeia Anahun

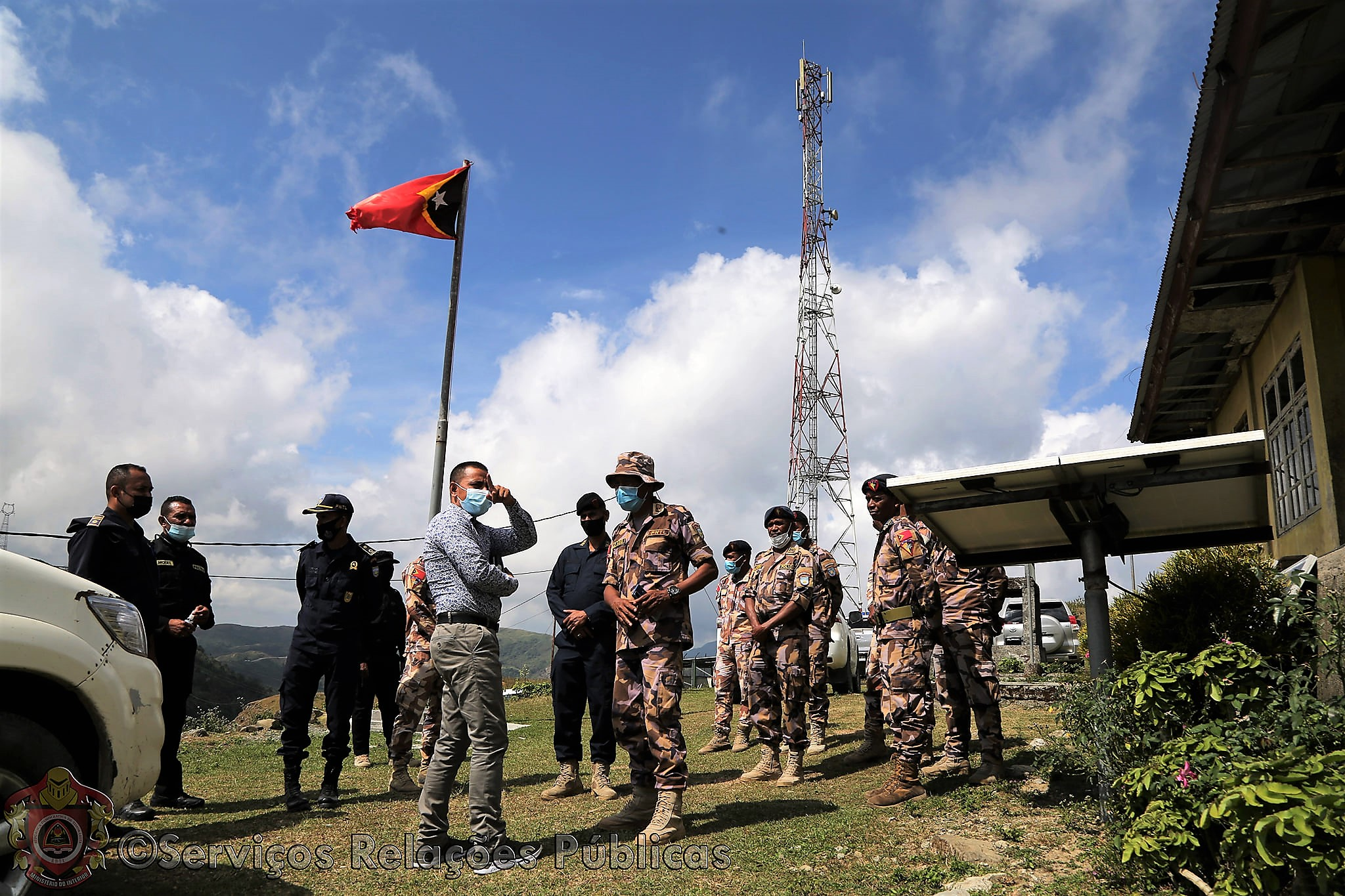
Stützpunkt der Grenzpolizei in Gildapil

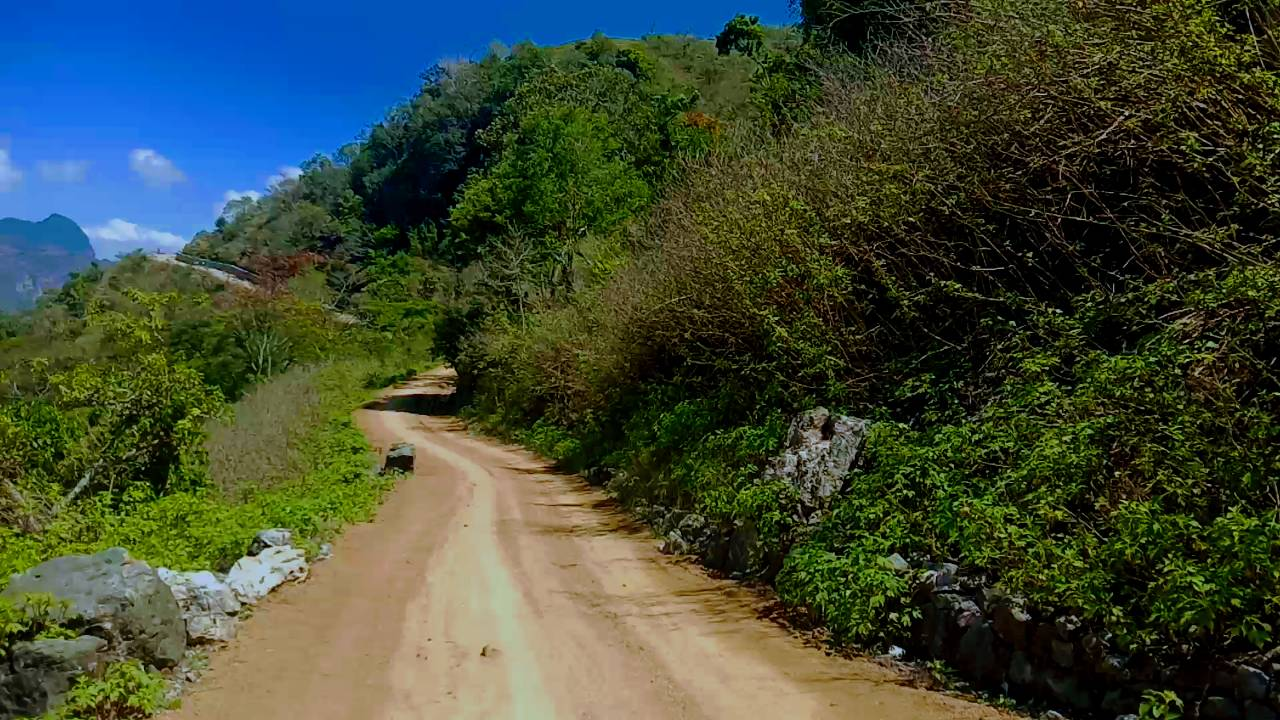
Oktober in Ilat-Laun

Bobonaro hat seit der Gebietsreform 2015 eine Fläche von 1378,10 km² (davor 1380,82 km²). Hauptort der Gemeinde ist die Stadt Maliana. Die Gemeinde teilt sich in die sechs Verwaltungsämter Atabae, Balibo, Bobonaro, Cailaco, Lolotoe und Maliana. Diese unterteilen sich wiederum in 50 Sucos und 194 Aldeias.
Die Gemeinde Bobonaro liegt im Nordwesten Osttimors an der Sawusee. Von Süd nach Nord durchzieht, aus Westtimor kommend, der Fluss Nunura die Gemeinde und mündet schließlich in den Lóis, der im Nordosten die Grenze zur Gemeinde Liquiçá und im Osten zum Teil zur Gemeinde Ermera bildet. Die Quellflüsse des Nunura, Talau und Malibaka, bilden im Westen einen Großteil der Grenze zum indonesischen Westtimor, das zur Provinz Ost-Nusa-Tenggara gehört. In den Nunura mündet der von Osten kommende Bulobo, wo Maliana, Atabae und Cailaco aufeinandertreffen. Im Südosten hat Bobonaro auch ein kurzes Stück gemeinsame Grenze mit der Gemeinde Ainaro. Südlich liegt die Gemeinde Cova Lima. Nahe dem Küstenort Batugade liegt Mota’ain, der wichtigste Grenzübergang zwischen Osttimor und Indonesien.
Bobonaro besteht aus drei Ebenen. Die Tieflandebene im Nordwesten besteht aus kargem Land und Reisfeldern und nimmt den Raum von der Küste bis zum Nunura ein. Im Westen erstreckt sich eine Ebene bis auf 1000 m Höhe. Die Hochlandebene reicht bis 1500 m. Berge im Inneren der Gemeinde sind der Tapo (1934 m), der Leolaco (1929 m), der Luhito (1691 m), der Foho Malitoli (1714 m), der Leber (1403 m) und der Tulo (1285 m). Höchster Punkt ist aber im Osten der Foho Bacusaga (2212 m) an der Grenze zu Ainaro. Bobonaro war in der Kolonialzeit wegen seiner kühlen Bergwelt und heißen Quellen ein beliebtes Ausflugsziel. Neun Prozent der Gemeindefläche sind bewaldet. An der Küste liegt die 27.848 Hektar große Important Bird Area des Be Malae (deutsch Malae-See) und Atabae, die aus Wald und Feuchtgebieten besteht.

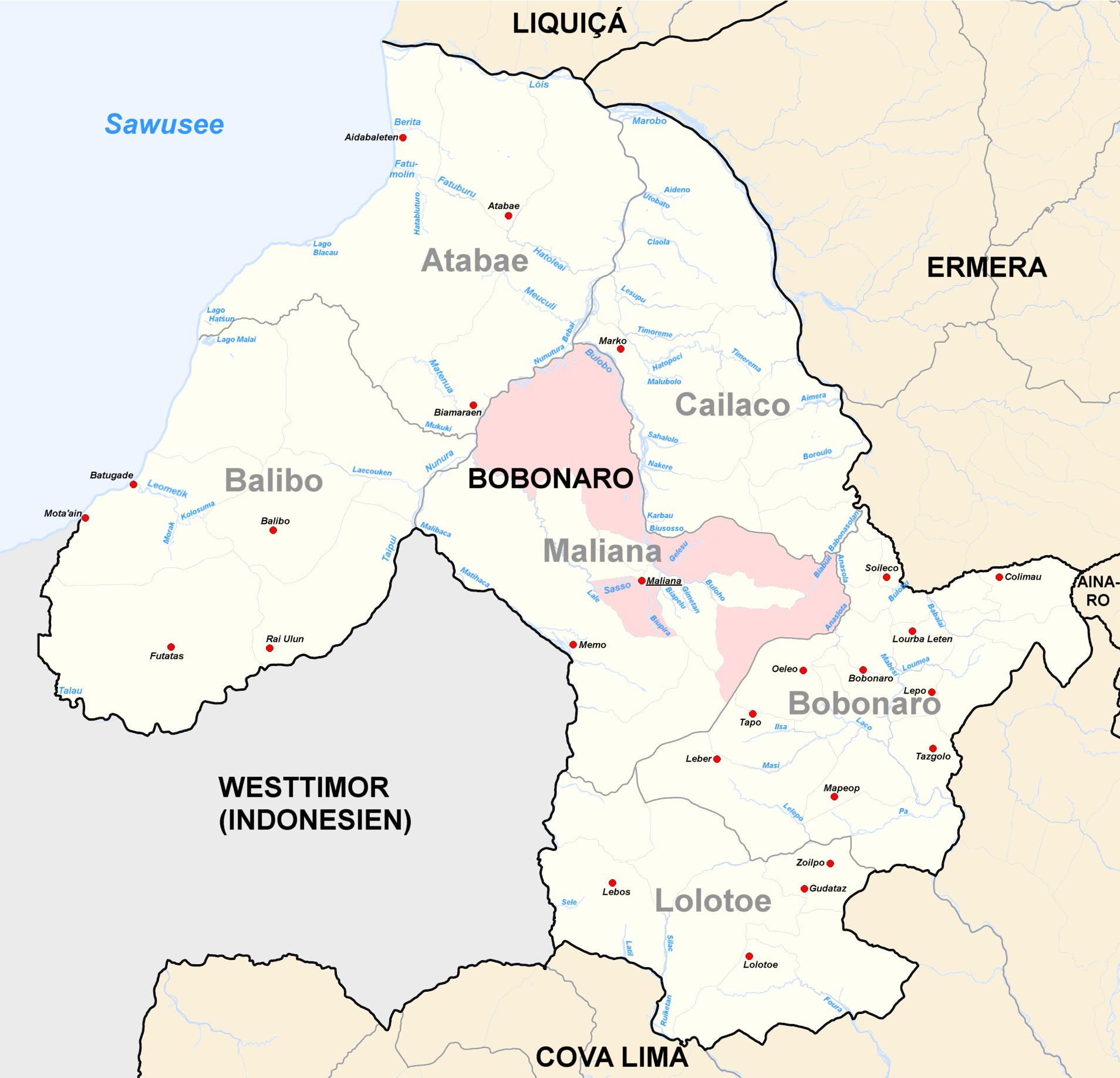
Orte und Flüsse in Bobonaro (Grenzen von 2003 bis 2015)
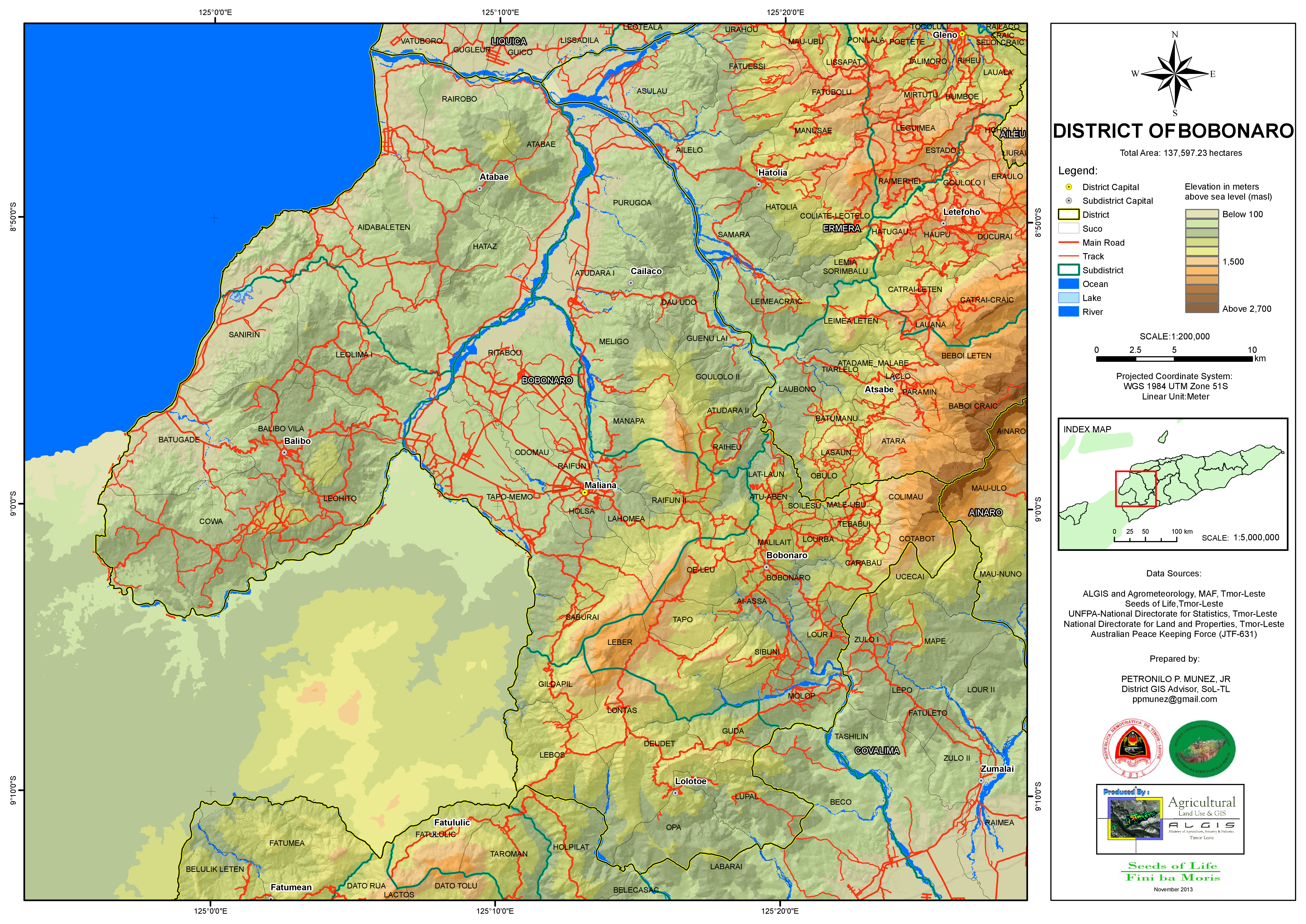
Straßennetz und Topographie Bobonaros

### Klima

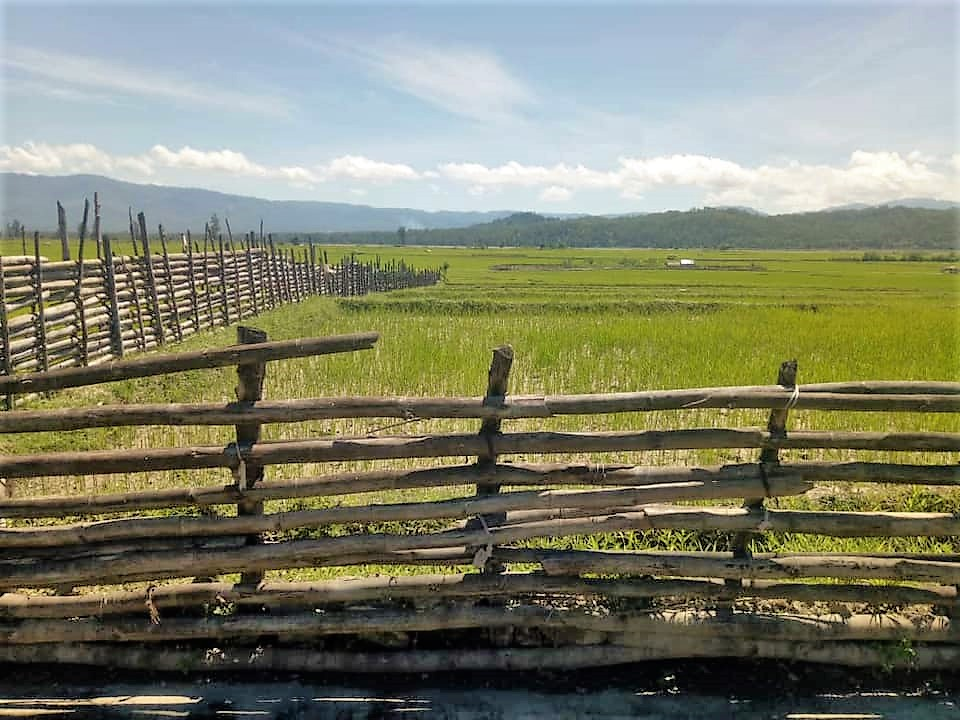
April im Suco Guenu Lai

Von November und bis März fallen in der Regenzeit über 1000 mm Niederschlag. In Lolotoe fällt mit 2837 mm die größte jährliche Niederschlagsmenge des Landes. In den sieben Monaten Trockenzeit regnet es fast nicht. Generell liegen die Temperaturen zwischen 18 und 32 °C. Mit steigender Höhe sinkt die Temperatur um etwa 0,5 °C pro 100 m.

Klimatabellen
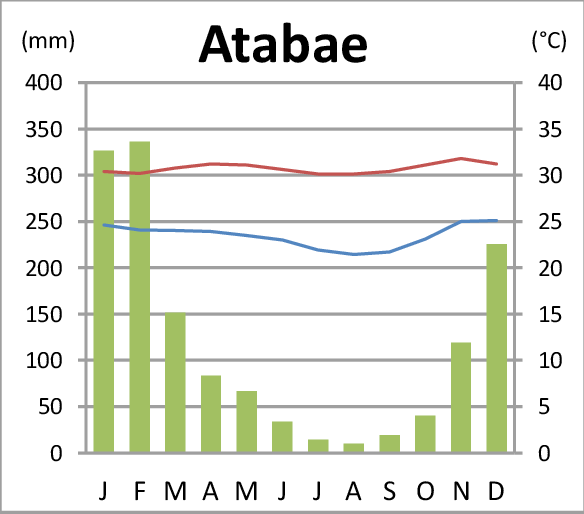
Klimadiagramm von Atabae
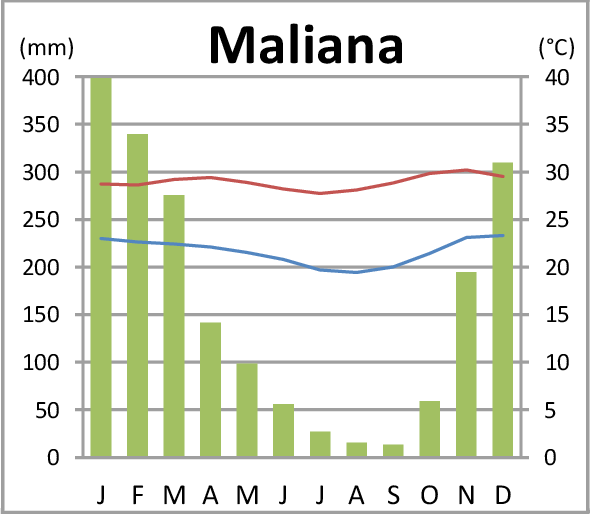
Klimadiagramm von Maliana

### Entfernungen
| Entfernungen [km] |             |        |          |         |         |                 |
| Ort               | Aidabaleten | Balibo | Bobonaro | Lolotoe | Maliana | Marko (Cailaco) |
| Aidabaleten       |             | 27     | 67       | 99      | 47      | 59              |
| Balibo            | 27          |        | 40       | 72      | 20      | 32              |
| Bobonaro          | 67          | 40     |          | 32      | 20      | 32              |
| Lolotoe           | 99          | 72     | 32       |         | 52      | 64              |
| Maliana           | 47          | 20     | 20       | 52      |         | 12              |
| Marko (Cailaco)   | 59          | 32     | 32       | 64      | 12      |                 |

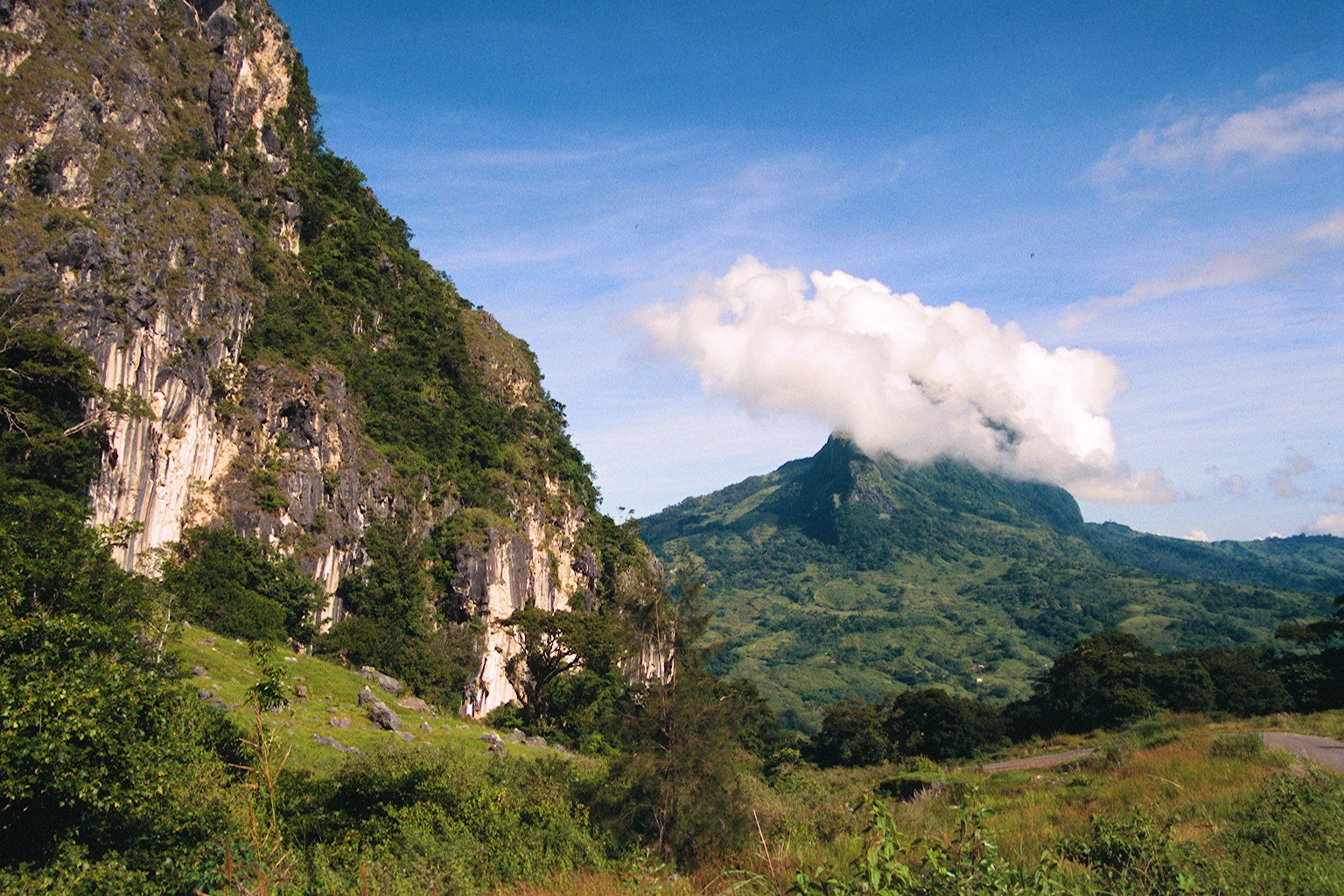
Die Weißen Klippen beim Dorf Odomau Foho

Maliana liegt von der Landeshauptstadt Dili 138 Kilometer entfernt.

### Fauna
In den letzten Jahren sind, wie auch woanders auf den Kleinen Sundainseln, Schwarznarbenkröten (Bufo melanostictus) auch nach Bobonaro eingewandert. Einheimische Froschlurche sind der Weißbart-Ruderfrosch (Polypedates leucomystax) und nicht eingeordnete Vertreter der Reisfrösche (Fejervarya).
Größter Vertreter der Geckos in Bobonaro ist der Tokeh (Gekko gecko). Daneben gibt es den Indopazifischen Gecko (Hemidactylus cf. garnotii), den Gewöhnlichen Vierkrallengecko (Gehyra mutilata) und einen nicht näher beschriebenen Bogenfingergecko (Cyrtodactylus sp.). Auffällig grün ist der Elbert-Smaragdskink (Lamprolepis smaragdina cf. elberti).
Die Insel-Bambusotter (Trimeresurus insularis) ist eine einheimische Giftschlange, zur Küste hin sind die Kapuzen-Wolfszahnnatter (Lycodon capucinus) und Hundskopf-Wassertrugnatter (Cerberus schneiderii) bekannt.

## Einwohner

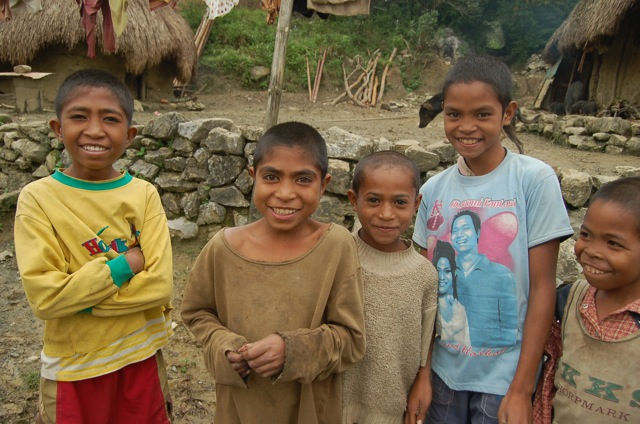
Jungen in Maliana

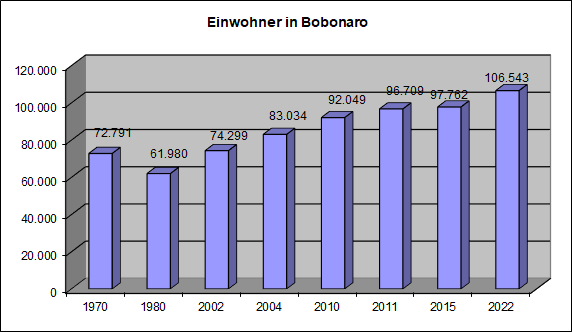
Entwicklung der Einwohnerzahl in Bobonaro

In der Gemeinde leben 106.638 Menschen (2022, 2011: 96.709). Dabei sind die Verwaltungsämter Bobonaro und Maliana dichter besiedelt. In der Stadt Maliana leben 13.078 Menschen. Von den Einwohnern der Gemeinde sind 53.704 Männer und 52.935 Frauen. Auf 101 Männern kommen 100 Frauen Zwischen 2015 und 2022 lag das jährliche Bevölkerungswachstum bei 1,2 %. Der Landesdurchschnitt liegt bei 1,8 %. Zwischen 1990 und 2004 wuchs die Zahl der Einwohner jährlich nur um 0,16 %. Allerdings wanderten viele Einwohner in andere Landesteile ab, vor allem in die Landeshauptstadt Dili. Über 8000 Einwohner Dilis im Jahr 2004 wurden in Bobonaro geboren.
Der Altersdurchschnitt liegt bei 18,9 Jahren (2010). Hatte 2004 in Balibo jede Frau durchschnittlich 6,17 Kinder, stieg die Anzahl über 6,46 in Lolotoe, 6,53 in Maliana, 6,60 Kinder in Atabae und 7,19 Kinder in Bobonaro bis auf 8,32 Kinder pro Frau in Cailaco an (Landesdurchschnitt 6,99). Die Kindersterblichkeit lag 2002 in Balibo bei 94 Todesfällen pro 1000 Lebendgeburten (1996: 110), in Maliana bei 106 (121), in Atabae bei 109 (87), in Lolotoe bei 117 (145), in Cailaco bei 118 (109) und in Bobonaro bei 149 (179). Der Landesdurchschnitt betrug 98. Atabae und Cailaco sind damit zwei von 14 Verwaltungsämtern, in denen entgegen dem Landestrend die Mortalität bei Kindern anstieg. Bobonaro ist einer der acht Verwaltungsämter mit der höchsten Kindersterblichkeit des Landes.

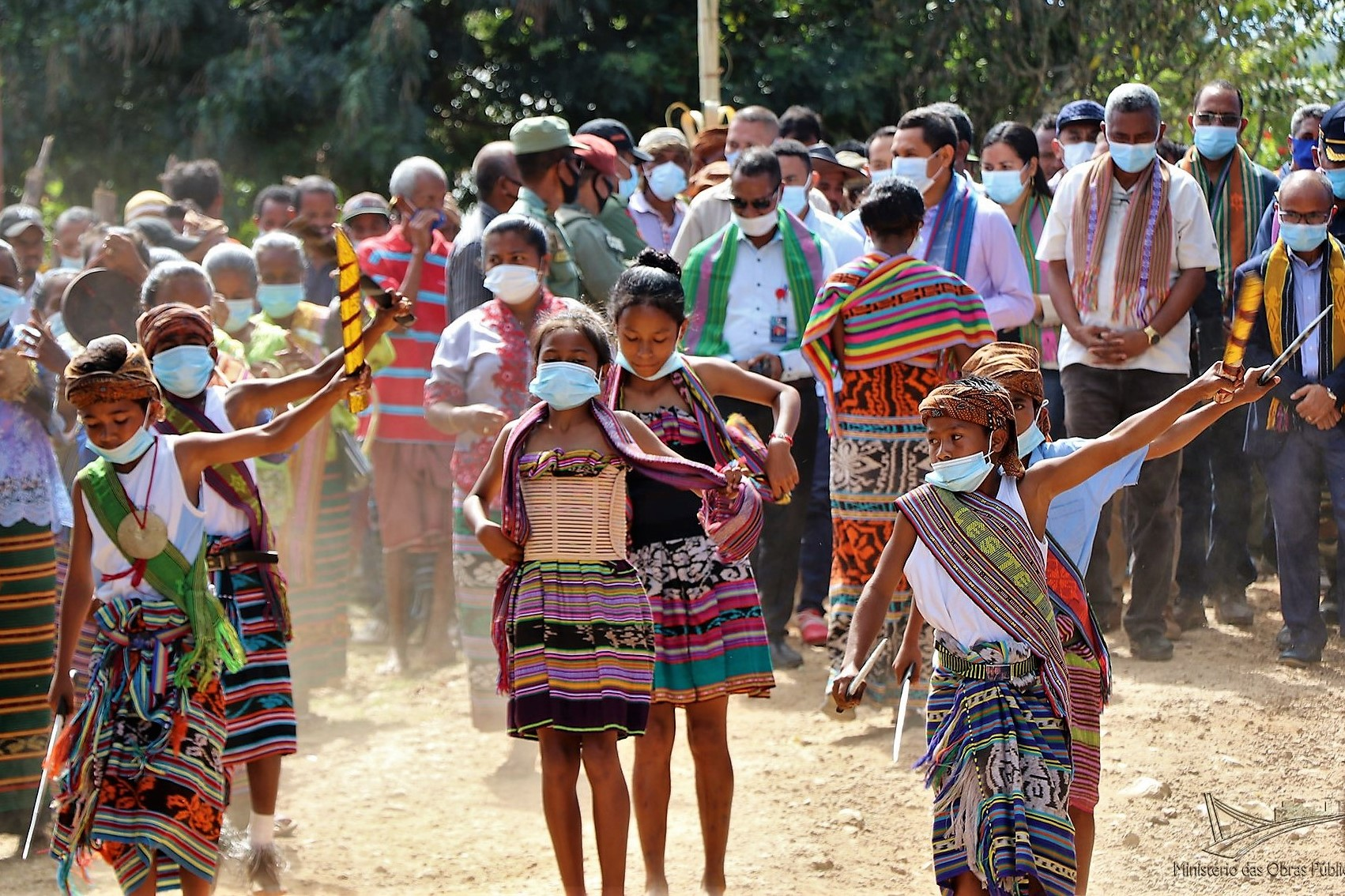
Kinder in Rairobo

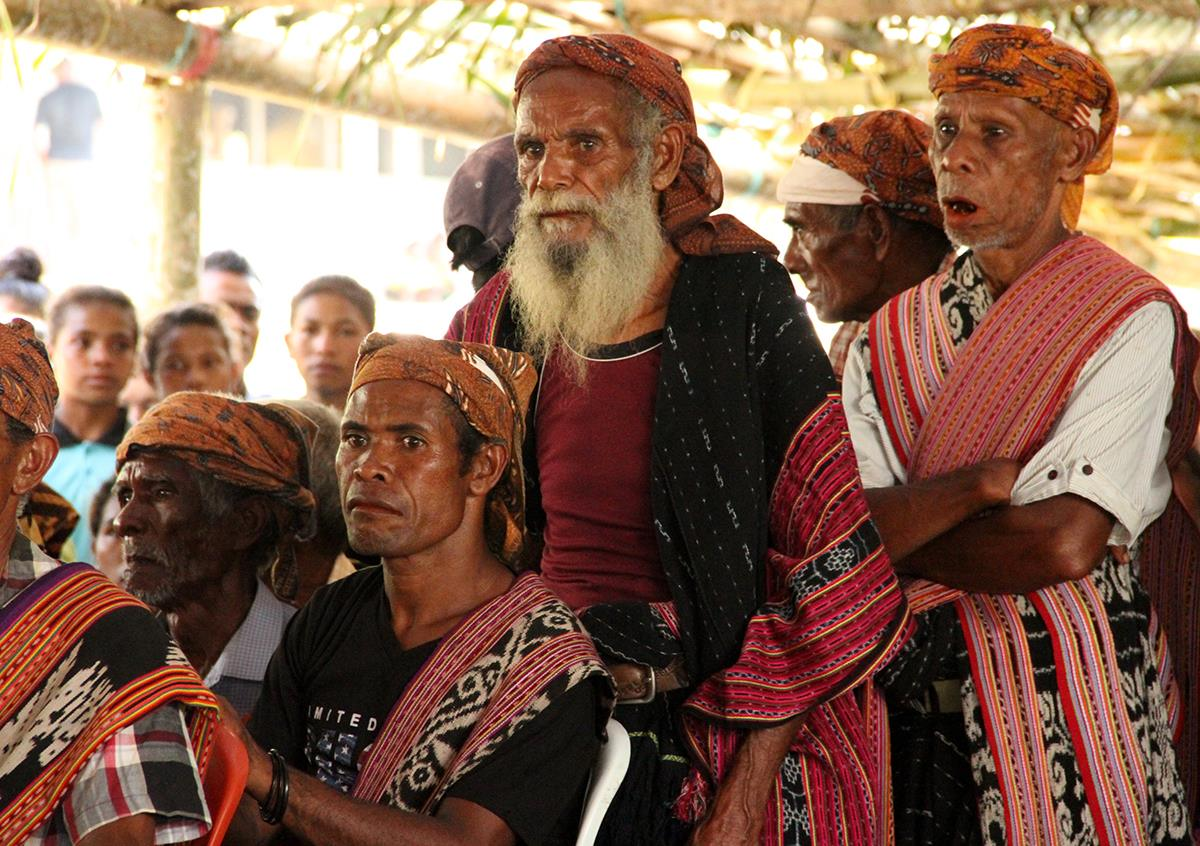
Männer aus Lourba

44,3 % der Bevölkerung spricht als Muttersprache die Nationalsprache Kemak. 25,1 % sprechen Bunak (die größte Sprachgruppe ist in den Verwaltungsämtern Bobonaro, Lolotoe und Maliana zu finden), 25,7 % Tetum, 4,1 % Bekais (im Verwaltungsamt Balibo). Berücksichtigt man auch die Zweitsprachen, so sprachen 2015 92,3 % Tetum, 37,6 % Bahasa Indonesia, 30,2 % Portugiesisch und 12,2 % Englisch.
Der Südosten Bobonaros bildet zusammen mit dem Nordosten von Cova Lima das Kernland der Bunak. Hier stellen sie innerhalb der Sucos meist eine Bevölkerungsmehrheit von über 90 %. Im Nordosten des Kernlands verwenden die Bunak als Eigenbezeichnung für sich und ihre Sprache sogar die Wörter Gaiq oder Gaeq, was sich von Mgai, der Fremdbezeichnung durch die Kemak ableitet. Laut der mündlichen Überlieferung der dortigen Bunak gehörten sie früher zum Reich von Likusaen (Likosaen), das mit dem heutigen Liquiçá sein Zentrum im Gebiet der Tokodede und Kemak hatte. Gerade dieses Reich soll für den starken linguistischen Einfluss des Kemaks auf die Sprache der Bunak verantwortlich sein. In das Flachland, südlich von Maliana, wanderten die Bunak erst vor wenigen Generationen aus dem Hochland ein, vermischten sich zum Teil mit dort lebenden Tetum und Atoin Meto und gründeten mehrere Dörfer. Auch hier bilden sie die Bevölkerungsmehrheit. Im Nordteil von Maliana und einem Großteil von Balibo wird hauptsächlich Tetum Prasa gesprochen, nach Süden hin gibt es Minderheiten mit Tetum Terik als Muttersprache. Im Südosten von Balibo wird mehrheitlich Bekais gesprochen und die Kemak dominieren den gesamten Norden der Gemeinde. Sie stellen die Mehrheit in den Verwaltungsämtern Atabae, Balibo und Cailaco. In Marobo und Obulo vermischten sich Kemak mit den dortigen Bunak. Dies führte zu kulturellen Unterschieden der Kemak im Vergleich zu ihren Nachbarn in Atsabe.
2004 waren 99,6 % der Einwohner Katholiken, 0,2 % Anhänger der traditionellen, animistischen Religion Timors, 0,1 % Protestanten und 0,2 % Muslime. Bei der Volkszählung 2015 zählte man 99,7 % Katholiken, 0,17 % Protestanten, 0,08 % Muslime und nur noch 21 Animisten.
Von den Einwohnern, die drei Jahre oder älter sind, besuchten 2015 36,5 % eine Schule. 26,8 % hatten die Schule verlassen. Nie eine Schule besucht haben 35,3 %, was mehr als 6 % über den Landesdurchschnitt liegt. 5,4 % der Einwohner Bobonaros haben nur die Vorschule besucht, knapp ein Drittel nur die Grundschule. Weiterführende Schulen haben ein Fünftel der Einwohner abgeschlossen. Ein Diplom oder abgeschlossenes Studium können nur 3,0 % vorweisen; auch hier sind die Zahlen schlechter als im Landesdurchschnitts. Die Analphabetenrate betrug 2015 23,3 % (Frauen: 22,6 %; Männer: 24,0 %). 2004 lag sie noch bei 64,1 %.
| Schulbildung | Schulbildung  | Schulbildung   | Schulbildung        |  | Schulabschluss | Schulabschluss | Schulabschluss | Schulabschluss | Schulabschluss          | Schulabschluss | Schulabschluss |
|              | in der Schule | Schule beendet | nie in einer Schule |  | Vorschule      | Grundschule    | Prä- Sekundär  | Sekundär       | Diplom/Fach- hochschule | Universität    | Kein Abschluss |
| Frauen       | 35,4 %        | 24,5 %         | 38,7 %              |  | 5,2 %          | 29,6 %         | 10,7 %         | 9,8 %          | 0,4 %                   | 1,9 %          | 0,9 %          |
| Männer       | 37,6 %        | 29,1 %         | 31,9 %              |  | 5,6 %          | 33,5 %         | 10,2 %         | 11,3 %         | 0,8 %                   | 2,9 %          | 0,9 %          |
| gesamt       | 36,5 %        | 26,8 %         | 35,3 %              |  | 5,4 %          | 31,5 %         | 10,4 %         | 10,5 %         | 0,6 %                   | 2,4 %          | 0,9 %          |

## Geschichte

### Kolonialzeit

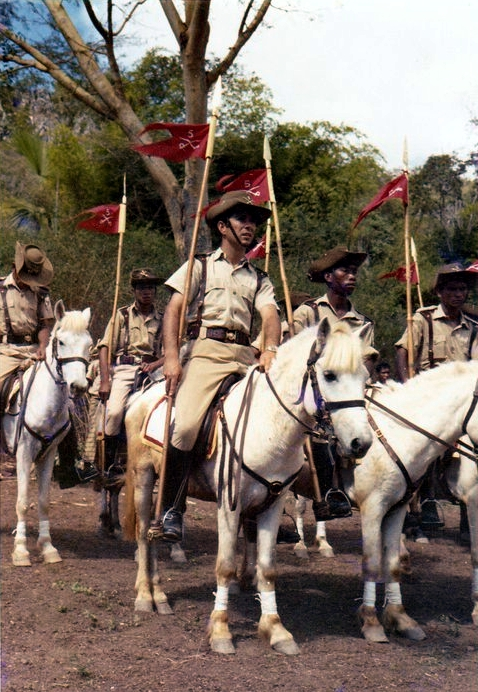
Portugiesische 5. Kavallerieschwadron von Bobonaro (1969)

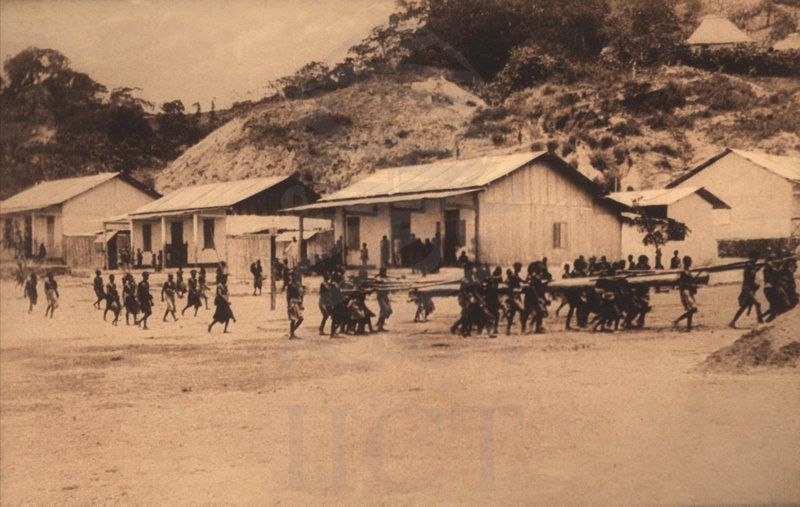
Bobonaro am Anfang des 20. Jhdt.

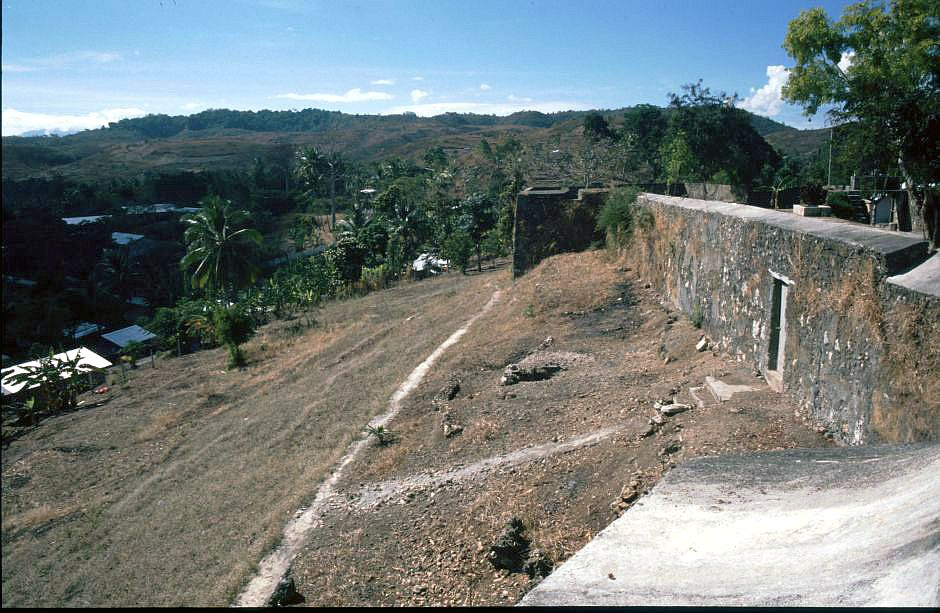
Fort von Balibo

Im 17. Jahrhundert bauten die Portugiesen in Balibo eine große Festung und 1655 in Batugade ein kleineres Fort zum Schutz ihrer kolonialen Ansprüche auf Timor. Während das Fort in Batugade im 20. Jahrhundert als berüchtigtes Gefängnis diente, blieb die Festung in Balibo bis zum Abzug der Portugiesen 1975 ein Militärposten und Verwaltungssitz.
Auf dem Gebiet des heutigen Bobonaro bestanden ursprünglich mindestens acht traditionelle timoresische Reiche, die von Liurais regiert wurden. Balibo, Cailaco, Cowa und Sanirin erscheinen auf einer Liste von Afonso de Castro, einem ehemaligen Gouverneur von Portugiesisch-Timor, der im Jahre 1868 47 Reiche aufführte. Das Reich Cowas reichte von der Nordküste bis ins Gebiet des niederländischen Westtimors. Auch das portugiesische Fort in Batugade lag auf dem Gebiet Cowas. Das Reich von Lamaquitos (Lamakitu) beherrschte in etwa das Gebiet des heutigen Verwaltungsamtes Maliana, zwischen Cailaco im Norden und Maucatar im Süden. Weitere Reiche waren Bobonaro und Ayasa. Im Norden Bobonaros lag das kleine Kemakreich Marobo, das unter der Vorherrschaft des Reiches von Atsabe (Gemeinde Ermera) stand, an dessen westlicher Peripherie es lag.
Nach mündlichen Überlieferungen stand der Norden Bobonaros unter der Vorherrschaft des Reichs von Likusaen (Likosaen). Seine Dominanz ist heute noch an dem starken linguistischen Einfluss des Kemak auf die Sprache der Bunak zu erkennen. Likusaen stand in Konkurrenz mit dem Tetumreich von Wehale im Südosten des heute indonesischen Westtimors. Bei der späteren kolonialen Teilung Timors zwischen den Niederländern und Portugiesen fielen die Gebiete Wehales an die Niederlande, während Portugal die Gebiete Likusaens unter seine Oberhoheit nahm. Allerdings gab es noch einige Grenzverschiebungen, auch weil die verschiedenen timoresischen Reiche immer wieder Kriege gegeneinander führten, was wechselnde Abhängigkeiten zur Folge hatte. Die Grenze, die jetzt Indonesien und Osttimor trennt, teilt heute noch das Siedlungsgebiet der Bunak, Tetum, Kemak und Bekais.
Im 18. Jahrhundert kam es zur Cailaco-Rebellion gegen die Portugiesen. Cailaco galt als Hauptstützpunkt der Rebellen. Im Marobotal mit den Flüssen Marobo und Lóis lebten damals relativ isoliert 40.000 Menschen. Die Pedras de Cailaco (Felsen von Cailaco), die Steilwände des Leolacos, boten dem Reich von Cailaco eine natürliche Festung und galten als uneinnehmbar. Am 23. Oktober versammelten die Portugiesen am Fuße des Berges insgesamt 4000 Mann, zu denen auch Topasse und verbündete Timoresen gehörten. Nach 40 Tagen mussten sie aber im Dezember, auch wegen schwerer Regenfälle, die Belagerung aufgeben.

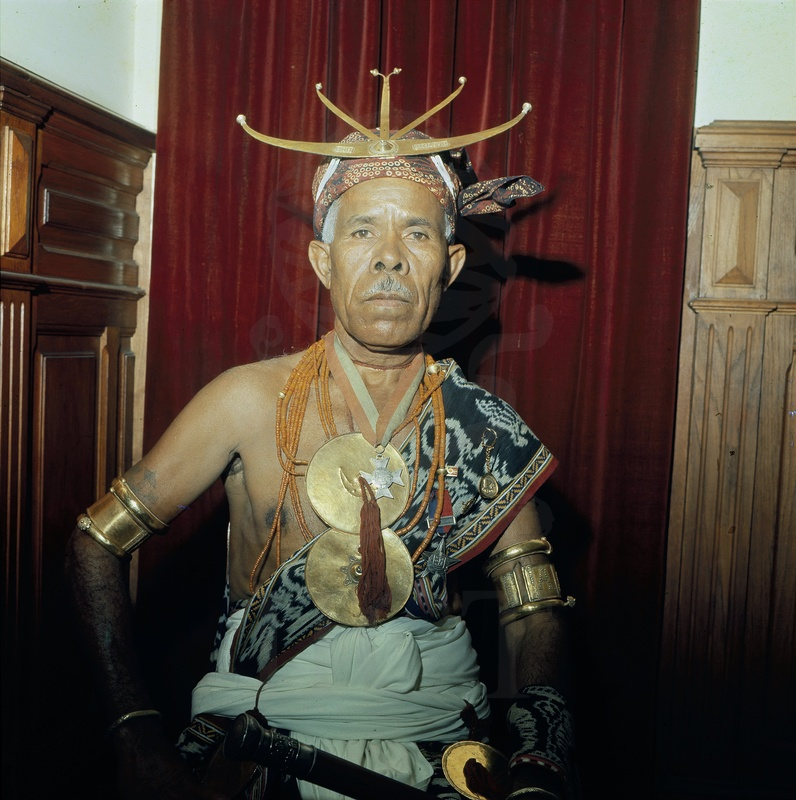
Armando da Silva Barreto, ein Herrscher aus Bobonaro

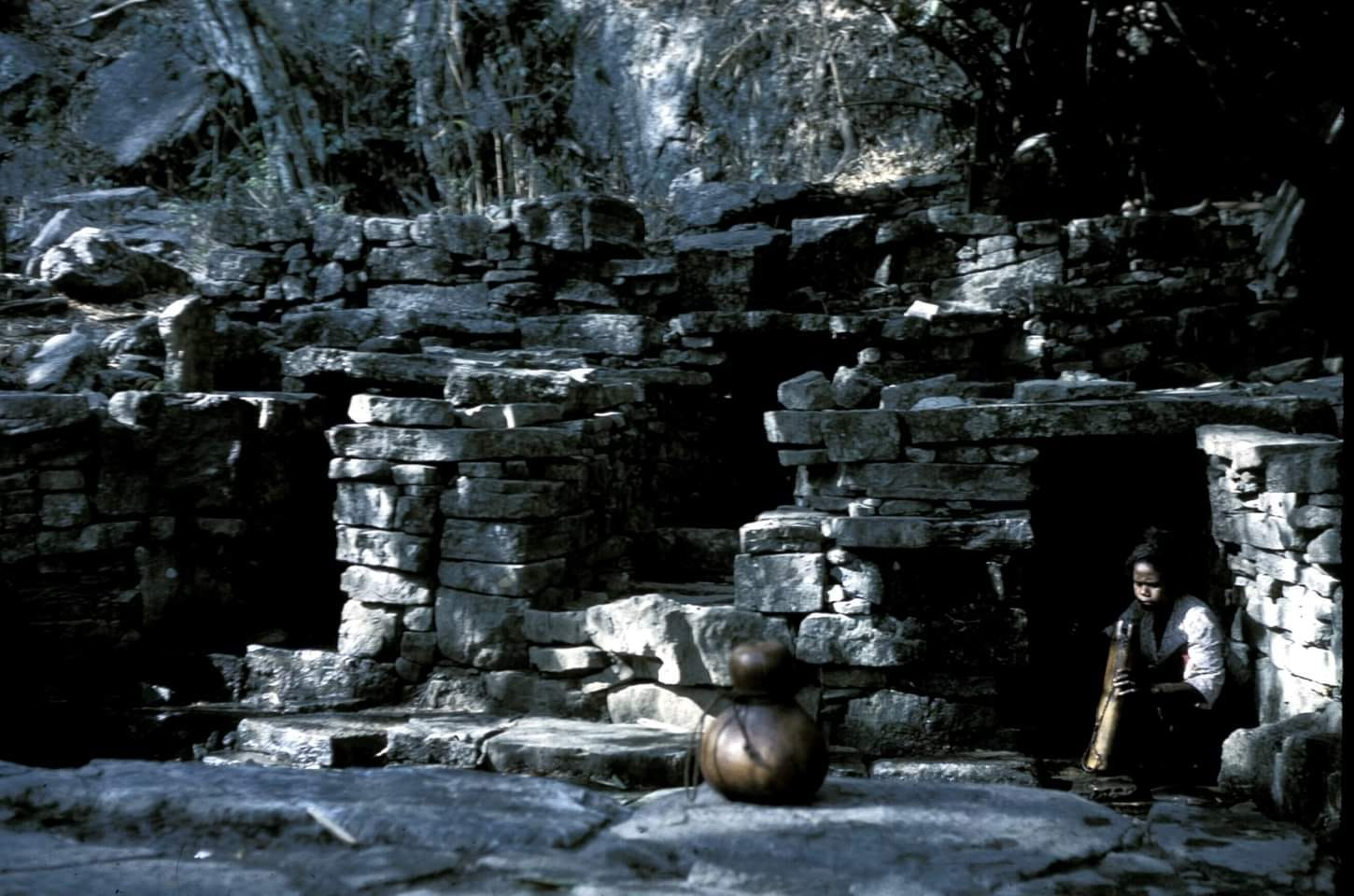
An der Wasserquelle Hue in Atu-Aben (1960)

1865 vereinigte sich Balibo mit dem Reich von Cowa im Kampf gegen die Portugiesen. In Cotubaba (Tutubaba?) nahe Batugade kam es zu einem Angriff auf portugiesische Truppen durch timoresische Krieger. 1868 entsandten die Portugiesen eine Streitmacht nach Sanirin, dessen Liurai sich weigerte, Steuern zu zahlen, und von Batugade aus begann eine Offensive gegen Cowa und Balibo. Cailaco unterstützte die Kolonialmacht mit eigenen Kriegern. 1871 kapitulierte die Königin von Balibo, Dona Maria Michaelia Doutel da Costa. Balibo wurde zum Vasallen Portugals. Cowa erkannte erst 1881 die Vorherrschaft Portugals an. Der Herrscher von Atabae rebellierte im Jahr 1893 zusammen mit dem Liurai von Maubara gegen die Kolonialherren. Für Atabae endete die Revolte von Maubara mit einem Ultimatum durch die Portugiesen. Am 14. Juli willigte der Herrscher von Atabae ein, leistete dem König von Portugal den Treueschwur und musste Entschädigungen in Form von Geld, Büffeln und Schweinen zahlen.
Der Herrscher von Atabae rebellierte zusammen mit dem Liurai von Maubara im Jahr 1893 gegen die portugiesischen Kolonialherren. Ab 1894 unterstützte Sanirin, zusammen mit anderen Reichen im Westen von Portugiesisch-Timor, Obulo und Marobo im Aufstand gegen die Portugiesen. Im März 1895 führte Gouverneur José Celestino da Silva eine Offensive gegen Marobo, um Atabae endgültig für Portugal zu unterwerfen. Im September 1895 konnten die Timoresen aus Sanirin die Streitmacht von Hauptmann Eduardo da Câmara vernichten. Auch alle europäischen Offiziere kamen ums Leben, Câmara wurde enthauptet. Gouverneur Celestino da Silva schickte daraufhin eine Strafexpedition, die nacheinander die Reiche der Rebellen heimsuchte und dem Erdboden gleichmachte. Leutnant Francisco Duarte und Hauptmann Francisco Elvaim kommandierten die Streitmacht mit fast 6.000 Mann, inklusive 40 Portugiesen. Am Nachmittag des 13. August 1896 erreichten sie von den Bergen aus das zu Sanirin gehörende, befestigte Dorf Dato-Lato (anderer Quelle nach Dato-Tolo), mit Trommelwirbel und Kriegsgeschrei. Die Portugiesen vermuteten hier den flüchtigen Liurai von Cotubaba, der aber bereits weiter gezogen war. Da man den Beteuerungen der Bewohner nicht glaubte, wurde das Dorf am Abend des 17. August trotz hartnäckigen Widerstands vollständig vernichtet. Einigen Einwohnern gelang die Flucht, indem sie ihre Wasserbüffel auf die Angreifer losließen. Die Plünderungen und das Morden in Dato-Lato und den benachbarten Dörfern dauerte die ganze Nacht. In den folgenden Tagen wurden auch andere Teile Sanirins verheert. Duarte zählte allein 104 Köpfe, die von den timoresischen Hilfstruppen den Opfern abgeschlagen wurden, darunter auch von Brau Sacca, dem „Mörder“ von Hauptmann Câmara. Das Grauen war so groß, dass die mit Portugal verbündeten Herrscher von Atsabe und Deribate ihre Krieger abzogen. Gegen Deribate führten die Portugiesen daher später ebenfalls eine Strafexpedition, die weitere hunderte Tote forderte. Gouverneur Celestino da Silva erklärte das Reich von Sanirin für aufgelöst und stellte es unter die Herrschaft von Balibo. Bei der Belagerung von Atabae kam Leutnant Francisco Duarte ums Leben.
Im Januar 1934 wurde mit den Verwaltungsbezirken (deutsch Circunscrições) ein ziviles Verwaltungssystem für die Kolonie eingeführt. Das Gebiet der heutigen Gemeinden von Bobonaro und Cova Lima wurden zum Verwaltungsbezirk Fronteira zusammengefasst.

Flagge des Bureau de Luta pela Libertação de Timor und der Vereinigten Republik von Timor

Im Zweiten Weltkrieg besetzten die Japaner 1942 in der Schlacht um Timor die portugiesische Kolonie. Nach der Rückkehr der portugiesischen Kolonialverwaltung wurden zunächst alle Verwaltungseinheiten wieder zentral regiert. Am 18. Juli 1946 wurden die Verwaltungsstrukturen wieder in Kraft gesetzt: Fronteira wurde zunächst in die zwei eigenständige Verwaltungsbezirke Bobonaro und Cova Lima geteilt, doch bereits 1955 wurden aus wirtschaftlichen Gründen alle Gebiete an der Grenze zu Westtimor wieder zum Verwaltungsbezirk Fronteira vereinigt. Im Mai 1960 wurde Fronteira zum Kreis (portugiesisch Concelho) erhoben.
Nach dem Zweiten Weltkrieg war die 5. Kavallerieschwadron (ECAV 5) der Portugiesen im Ort Bobonaro stationiert. Im Dezember 1974 wurde sie mit der aufgelösten 6. Kavallerieschwadron aus Atabae zur Kavalleriegruppe Fronteira (deutsch Grenze) zusammengelegt. Bis zum Ende der portugiesischen Herrschaft auf Timor blieb sie in Bobonaro stationiert.
Anfang 1961 versuchte das linksgerichtete Kampfbüro zur Befreiung Timors (Bureau de Luta pela Libertação de Timor) einen Aufstand. Am 9. April rief es in Batugade eine Republik aus und stellte eine timoresische Regierung auf. Die Portugiesen schlugen den Aufstand schnell nieder und die Kämpfer flohen nach Indonesien.
Am 1. September 1961 wurde mit dem Dekret n.º 43889 Fronteira endgültig in die Kreise Bobonaro und Cova Lima aufgeteilt.

### Besetzung durch Indonesien

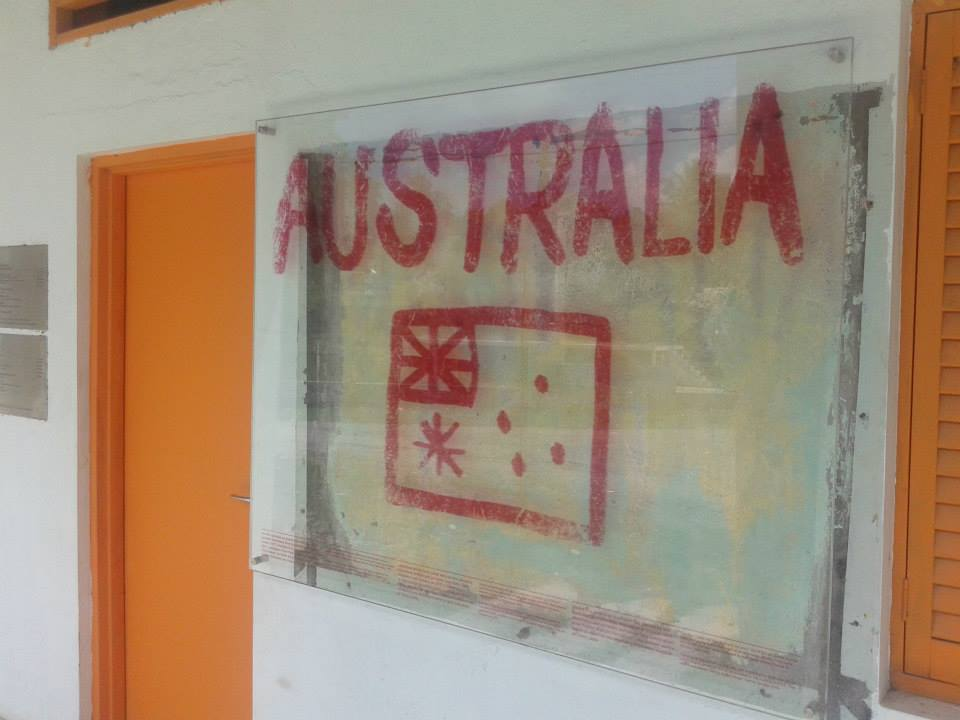
Die von einem der Balibo Five gemalte australische Flagge erinnert an die ermordeten Journalisten

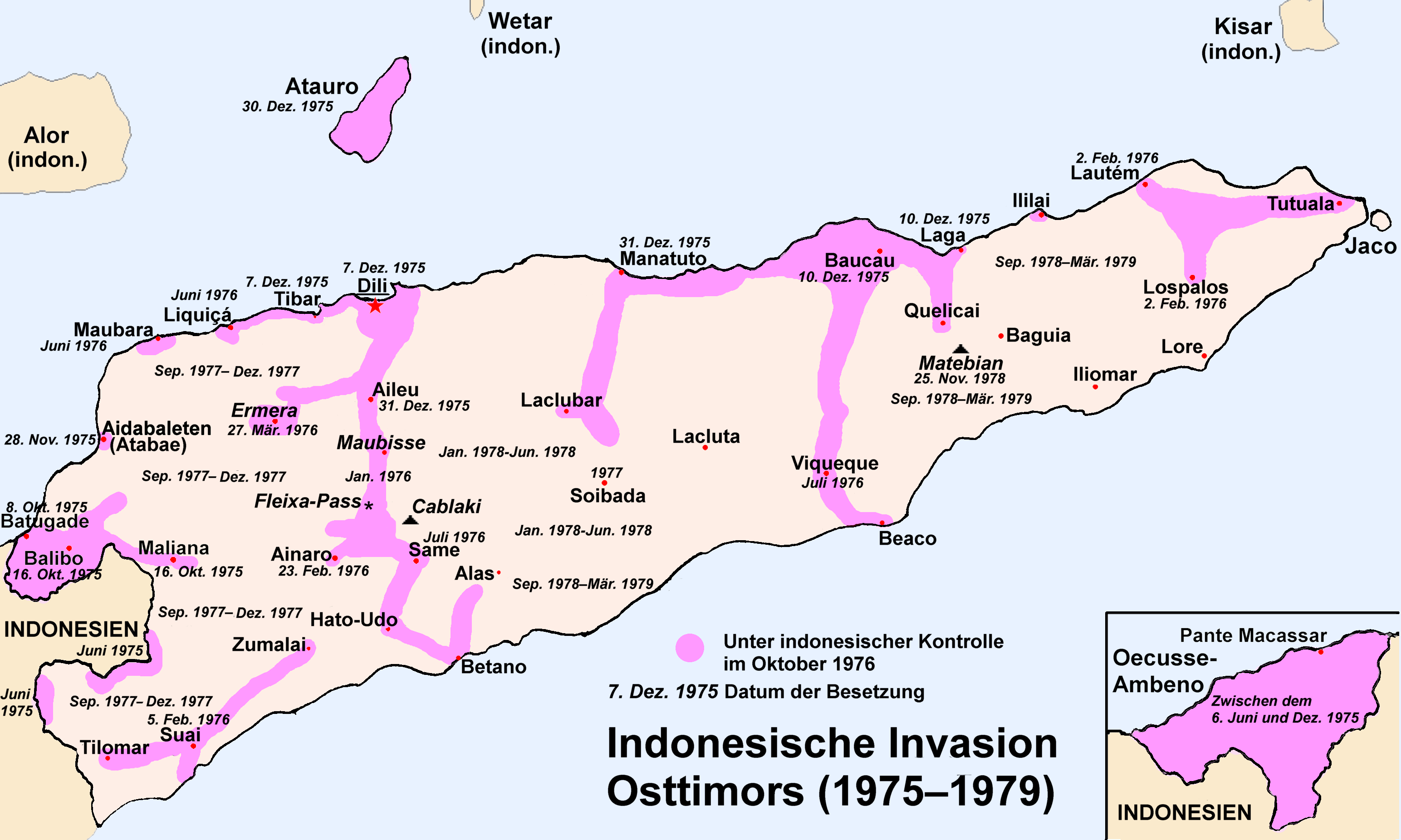
Verlauf der indonesischen Invasion (1975–1979)

Bereits am 8. Oktober 1975 besetzten indonesische Truppen den Grenzort Batugade des damaligen Portugiesisch-Timor und errichteten hier ihr Hauptquartier für die Operation Komodo. Dabei gab man vor, es handle sich um Kämpfer der UDT, die zuvor der FRETILIN im Machtkampf unterlegen war. Am 14. Oktober folgte Maliana und am 16. Oktober der restliche Teil des damaligen Subdistrikts von Balibo. Unter den Opfern hier waren auch zwei britische und drei australische Reporter in Balibo, die so genannten Balibo Five. Im Küstenort Aidabaleten (Atabae) leisteten FRETILIN-Kämpfer unter Aquiles Freitas Soares Widerstand. Ab Mitte November beschossen die Indonesier Aidabaleten von See aus. Am 26. November stellten die Osttimoresen den Widerstand ein. Die Indonesier besetzten den Ort am Morgen des 28. November.
Die FRETILIN richtete einen Appell an den Weltsicherheitsrat, aber die internationale Staatengemeinschaft griff nicht ein. Am 28. November erklärte die FRETILIN Osttimor von Portugal für unabhängig, doch bereits am 7. Dezember begann Indonesien offen mit der Invasion Osttimors, wobei das restliche Gebiet Bobonaros zunächst verschont blieb. In Cailaco und in den Nachbarregionen entstanden bases de apoio, in denen die geflohene Zivilbevölkerung von der Widerstandsbewegung FALINTIL angesiedelt wurde, so zum Beispiel in den Hügeln um den Zoba (Zoba Zova) in Lolotoe.
Zwischen September 1977 und Februar 1978 drang die indonesische Armee auch in das Hinterland von Bobonaro vor. Die Widerstandsbasen wurden zerstört, die Bewohner wurden auseinandergetrieben oder gefangen genommen. Während der Besatzung und dem damit verbundenen Guerillakrieg der Timoresen kam es zu massiven Menschenrechtsverletzungen. In Lolotoe befand sich eines der sogenannten „Rape Houses“, in denen von den Indonesiern Massenvergewaltigungen an Osttimoresinnen begangen wurden.
Im Vorfeld des Unabhängigkeitsreferendums in Osttimor am 30. August 1999 schickte die indonesische Armee pro-indonesische Milizen, um gegen Unabhängigkeitsbefürworter vorzugehen und die Bevölkerung einzuschüchtern. Die Organisation der Milizen in Bobonaro übernahm  Leutnant Sutrisno. Militärdistriktschef Oberstleutnant Burhanuddin Siagian beaufsichtigte den Aufbau der Milizen, die in Bobonaro in puncto Organisation und Finanzierung weiter entwickelt war, als in allen anderen Distrikten Osttimors. Jeder der sechs Subdistrikte hatte seine eigene Miliz: Die Dadarus Merah Putih (DMP) unter Natalino Monteiro in Maliana, die Halilintar (die älteste der Milizen) unter João da Costa Tavares in Atabae, die die Harmoi Merah Putih in Bobonaro, die Firme Merah Putih und die Saka Loromonu in Balibo, die Guntur Merah Putih in Cailaco und die Kaer Metan Merah Putih (KMP) unter José Cardoso Ferreira in Lolotoe. Oberster Chef aller Milizen Osttimors war der ehemalige Distriktsadministrator (Bupati) João da Costa Tavares.
Am 4. Januar 1998 führte Tavares eine Gruppe aus Halilintar-Milizionären und verschiedenen Teilen des indonesischen Militärs. In Koilima (Suco Atabae) folterten sie und erschossen anschließend vier Osttimoresen, die man verdächtigte, Unabhängigkeitsaktivisten zu sein. Am 8. April fand im Sportstadion von Maliana eine Großkundgebung statt, um neben Halilintar weitere Milizen zu gründen. Tavares und Oberstleutnant Burhanuddin drohten in Reden, Unabhängigkeitsbefürworter zu töten.
Nach einem Hinterhalt, in dem indonesische Soldaten und Halilintar-Milizionäre am 12. April 1999 in Purugua geraten waren, wurden mehrere Osttimoresen in Marko hingerichtet. Im Laufe der folgenden zwei Wochen wurden durch pro-indonesische Milizen und Soldaten hunderte Einwohner der Region misshandelt, Hütten niedergebrannt, Frauen und Mädchen vergewaltigt und 20 Menschen getötet. Am 14. April ergriffen Milizionäre einen 38-jährigen Einwohner von Ritabou namens Longinus. Er wurde nach Batugade gebracht und dort zu Tode gefoltert. Am 15. Mai wurden zwei Unabhängigkeitsbefürworter im Verwaltungsamt Maliana, nahe der Brücke über den Nunura durch einen Milizenführer ermordet. Am 18. August zwangen Milizionäre UNAMET-Mitarbeiter ihren Stützpunkt zu verlassen. Außerdem wurde ein Student getötet. Eine US-Delegation unter Führung des Senators Tom Harkin beschwerte sich in ihrem wütenden Bericht bei Präsident Habibie, so dass neben anderen Oberstleutnant Burhanuddin abgesetzt wurde.
Am 4. September 1999 begannen Milizionäre der Halilintar und Dadarus Merah Putih (DMP) nach Bekanntgabe des Erfolgs der Unabhängigkeitsbewegung beim Referendum, unterstützt vom indonesischen Militär, mit der Zerstörung der Distriktshauptstadt Maliana. Bei der Gewaltwelle gab es unter den Zivilisten mehrere Tote. Es war Teil der von Indonesien geplanten Operation Donner. Die Stadt Maliana wurde von pro-indonesischen Milizen gestürmt. Zwei Fahrer der Vereinten Nationen wurden getötet. Am 8. September 1999 kesselten Milizionäre der DMP und der Halilintar zusammen mit indonesischen Sicherheitskräften die etwa 1000 Flüchtlinge, die in der Polizeistation von Maliana Schutz gesucht hatten ein und begannen gezielt Unabhängigkeitsbefürworter mit Todeslisten zu suchen und zu ermorden. Mindestens 13 Menschen kamen ums Leben, Zeugen sprechen sogar von 47 Opfern. Menschen, denen die Flucht aus der Polizeistationen gelungen waren, wurden in den folgenden Tagen von den Milizen verfolgt und ermordet. Insgesamt wurden zwischen dem 2. und dem 29. September 71 Menschen im Subdistrikt Maliana ermordet.
Im gesamten damaligen Distrikt Bobonaro wurden im September 1999 mindestens 111, eventuell über 200 Menschen ermordet. Besonders schwer traf es auch den Subdistrikt Lolotoe, in dem die KMP mit dem indonesischen Militär kämpfte. Im gesamten Distrikt Bobonaro wurden etwa 13.500 Häuser zerstört. Nur wenige Dörfer, die in von der FALINTIL kontrollierten Gebieten lagen, und einige Kirchen blieben verschont. Etwa 30.000 bis 40.000 Menschen wurden nach Westtimor deportiert. Erst nach Einschreiten der internationalen Eingreiftruppe INTERFET unter australischer Führung endete die Gewalt. Am 16. Oktober 1999 kam es beim Ort Aidabasalala (Suco Hataz) zu einem Gefecht zwischen sechs australischen INTERFET-Soldaten und etwa 20 Mitgliedern einer pro-indonesischen Miliz. Drei Milizionäre kamen dabei ums Leben, drei weitere wurden verletzt. Osttimor kam unter UN-Verwaltung und wurde 2002 in die Unabhängigkeit entlassen.

### Unabhängiges Osttimor

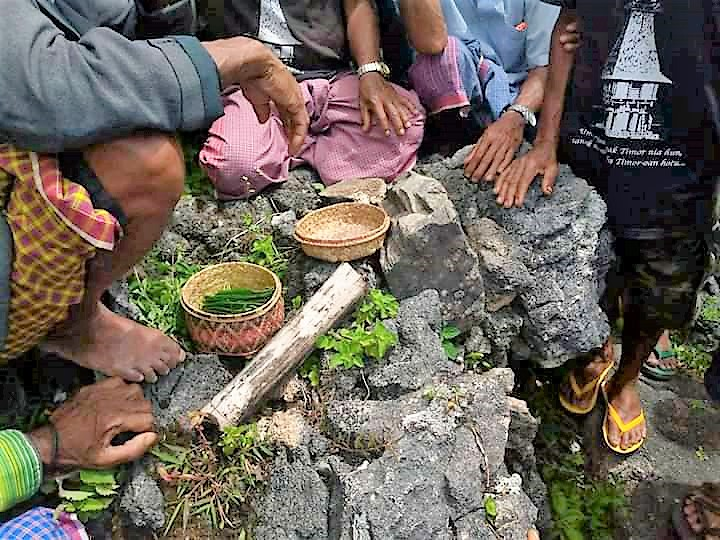
Ritual am Foho Ilat-Laun

Bei einem Schusswechsel am 21. April 2005 bei Maliana, zwischen indonesischen Soldaten und osttimoresischen Polizisten der Unidade de Patrulhamento de Fronteira (UPF), wurde ein indonesischer Soldat verletzt.
Am 6. Januar 2006 wurden drei Indonesier an der Grenze beim indonesischen Turiskain auf dem Malibacafluss von osttimoresischen Polizisten erschossen. Laut indonesischen Militärquellen waren die drei Opfer beim Fischen, als ohne Vorwarnung auf sie das Feuer eröffnet wurde. Jakarta protestierte heftig. Nach dem Vorfall kam es zu Vergewaltigungen von osttimoresischen Frauen.
Anfang 2010 gab es Berichte, dass Bewaffnete, die sich als Ninjas verkleidet hatten, die Bevölkerung in Cova Lima und Bobonaro terrorisierten. Osttimoresische Polizei (PNTL) und Armee (F-FDTL) entsandten daraufhin Einheiten, um gegen die Verbrecher vorzugehen. Bei der Aktion wurden 118 Personen gefangen genommen, sieben davon verhaftet.
Am 30. Januar 2010 wurde Maliana zum Sitz der dritten Diözese Osttimors erklärt.
2014 wurden die Distrikte in ganz Osttimor in „Gemeinden“ und die Subdistrikte in „Verwaltungsämter“ umgewandelt.

## Politik

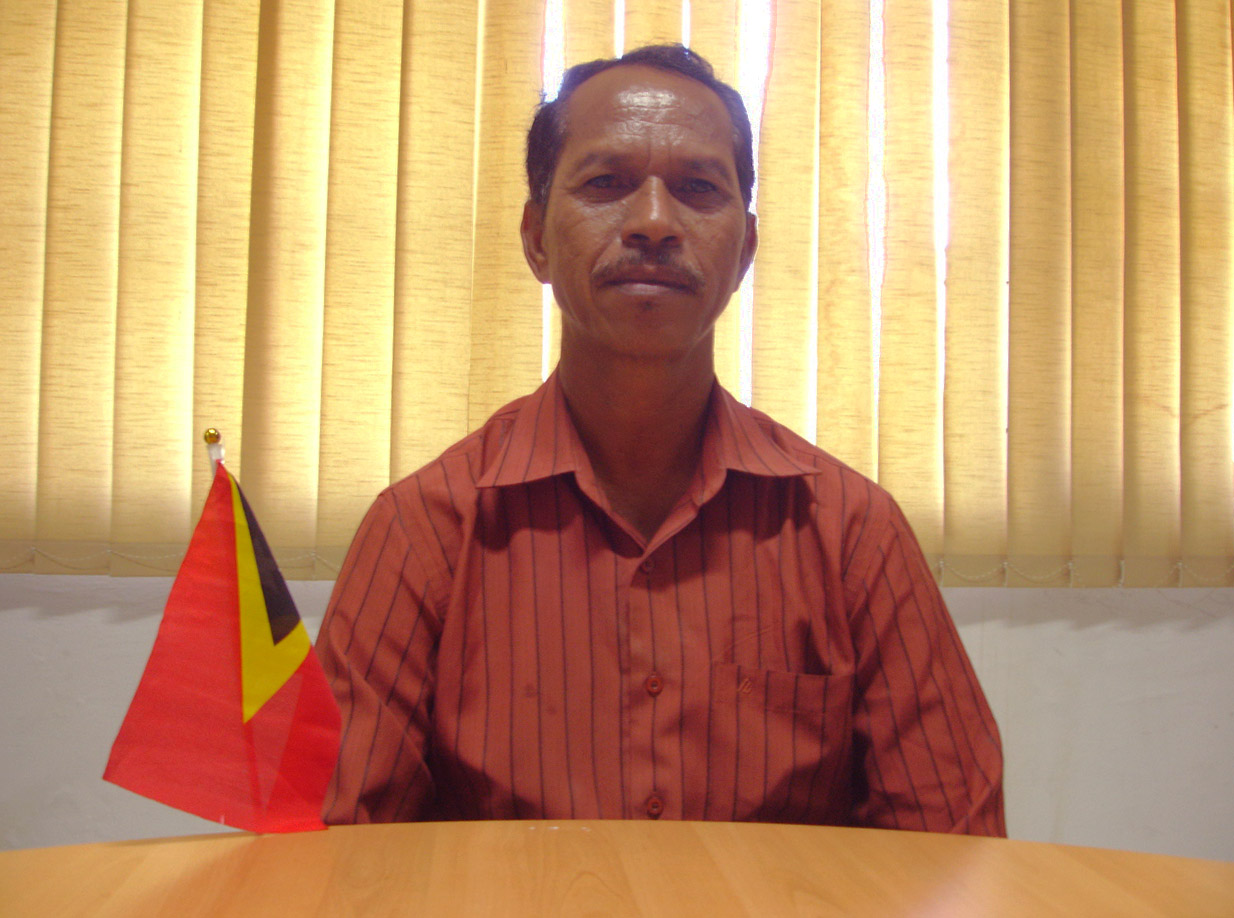
Domingos Martins, Administrator von Bobonaro (2014)

Die Gemeindeverwaltung untersteht einem Präsidenten (Presidente Autoridade Município, früher Administrator), der von der Landesregierung in Dili ernannt wird. Präsident Zeferino Soares dos Santos hatte das Amt als Administrator im Januar 2016 zunächst provisorisch für sechs Monate übernommen und behielt danach den Posten als Amtsinhaber, bis er 2021 von Ernesto de Oliveira Barreto abgelöst wurde, dem bereits 2024 Alexandre Pires folgte.

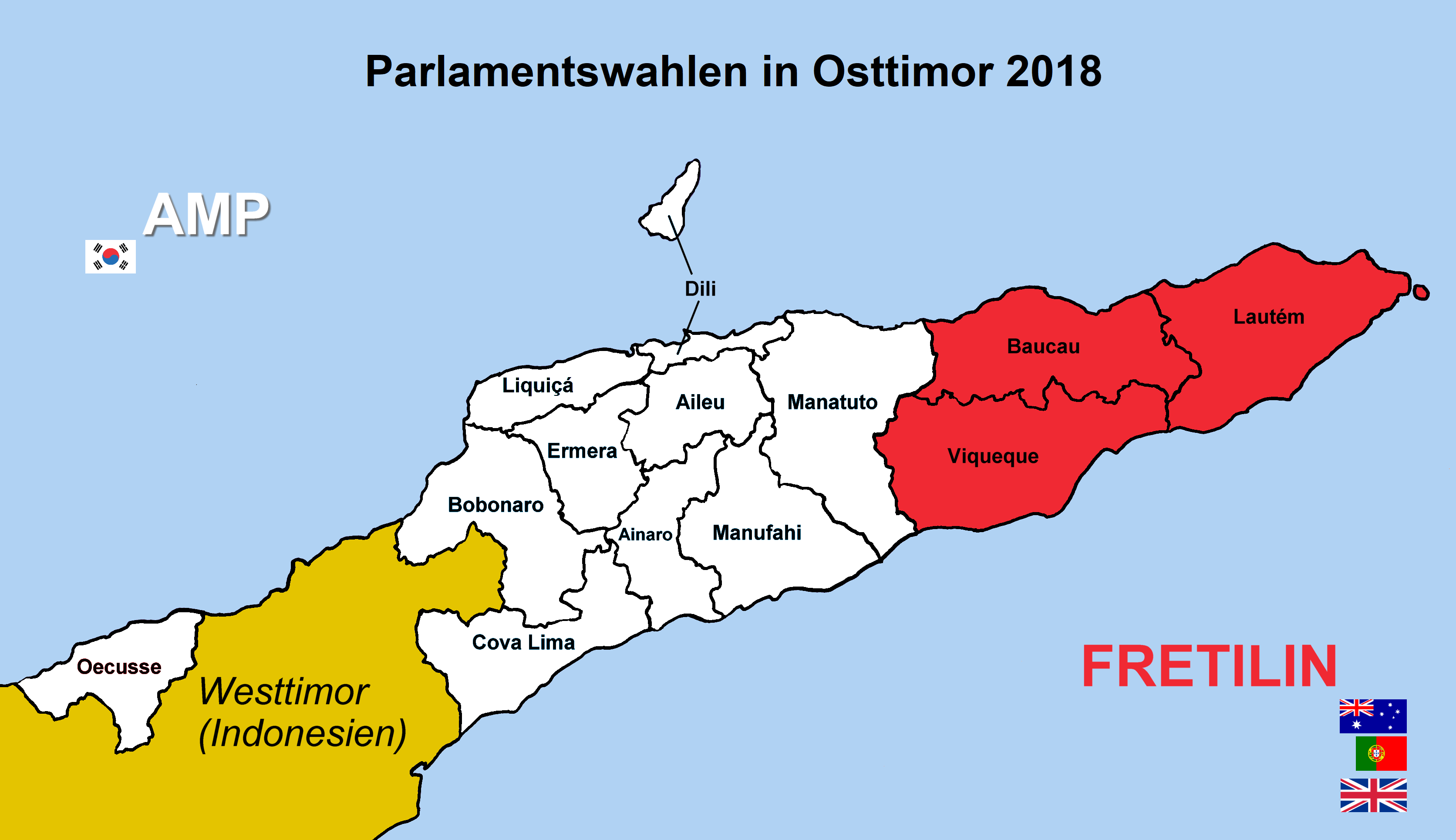
Stärkste Partei in den einzelnen Gemeinden bei den Parlamentswahlen 2018

Bei den Wahlen zur verfassunggebenden Versammlung, aus der später das Nationalparlament hervorging, gewann die FRETILIN in Bobonaro 57,42 % der Stimmen, sodass sie das damalige Direktmandat erhielt. Bei den Parlamentswahlen 2007 gelang es dem Congresso Nacional da Reconstrução Timorense (CNRT), mit 20,6 % der Stimmen die stärkste Kraft in Bobonaro zu werden. Bei den Parlamentswahlen 2012 konnte der CNRT seinen Erfolg mit 37,7 % der Stimmen noch ausbauen. 2017 bekam der CNRT in Bobonaro nur noch 32,4 %, wurde aber trotzdem stärkste Kraft in der Gemeinde. Bei den vorgezogenen Neuwahlen 2018 erhielt die Aliança para Mudança e Progresso (AMP), der der CNRT nun angehörte, 50,9 % der Stimmen.
Bei der ersten Runde der Präsidentschaftswahlen 2007 konnte Fernando de Araújo von der Partido Democrático (PD) in Bobonaro 38,7 % der Stimmen auf sich vereinen, schied aber als landesweit Drittplatzierter aus. In der zweiten Runde siegte der parteilose José Ramos-Horta 84,6 %. 2012 gewann Fernando de Araújo in Bobonaro wieder, musste sich aber erneut als landesweit Viertplatzierter geschlagen geben. Die zweite Runde ging in Bobonaro an den Wahlsieger Taur Matan Ruak mit 70,0 %. Bei den Präsidentschaftswahlen 2017 holte in Bobonaro der landesweite Sieger Francisco Guterres von der FRETILIN die meisten Stimmen. 2022 wiederum wieder José Ramos-Horta in der Stichwahl gegen Guterres.

## Symbole

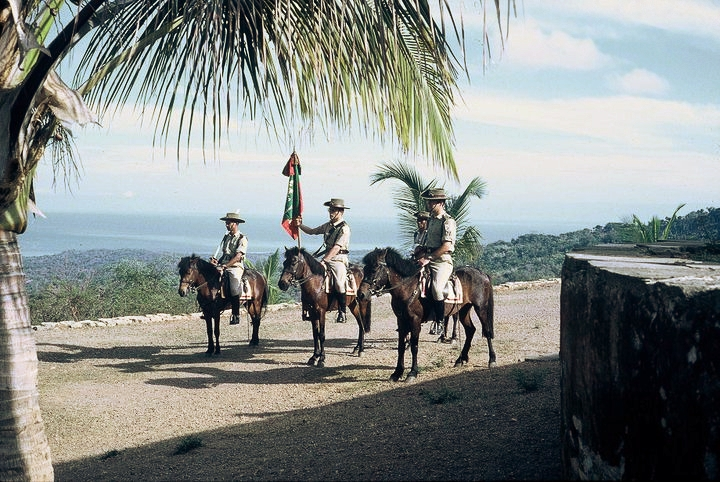
Portugiesische Kavallerieangehörige 1969 in Atabae

Die Gemeinden Osttimors haben keine gesetzlichen Symbole. Allerdings nennt das Profil Bobonaros von 2012 der Direksaun Nacional Administrasaun Local den Kopf eines Pferdes (Kudu Ulun) als Symbol der Gemeinde. Zum einen wird oft behauptet, dass in Bobonaro Pferdefleisch sehr beliebt sei, zum anderen war in der Kolonialzeit hier die portugiesische 5. Kavallerieschwadron stationiert. Außerdem erinnert die Form Bobonaros auf der Landkarte an einen Pferdekopf.

## Kultur
Mindestens alle vier Jahre findet am Lago Malai (Be Malae) ein Fischerfest statt, an dem die Reiche von Balibo und Atabae teilnehmen. Der Termin variiert, fällt aber grundsätzlich auf den 29. und 30. August.

## Wirtschaft und Infrastruktur
| Anteil Haushalte mit …   |             |                       |
| Ackerbau                 |             |                       |
| Feldfrüchte              | Anteil 2010 | Produktion 2008       |
| Mais                     | 66 %        | 10.600 t              |
| Reis                     | 31 %        | 16.662 t              |
| Maniok                   | 57 %        | 3.667 t               |
| Kokosnüsse               | 55 %        | keine Angaben         |
| Gemüse                   | 46 %        | 2.563 t (mit Obst)    |
| Kaffee                   | 28 %        | keine Angaben         |
| Viehzucht                |             |                       |
| Nutzvieh                 | Anteil 2010 | Anzahl der Tiere 2010 |
| Hühner                   | 77 %        | 76.602                |
| Schweine                 | 78 %        | 40.565                |
| Rinder                   | 43 %        | 29.235                |
| Wasserbüffel             | 11 %        | 7.559                 |
| Pferde                   | 11 %        | 3.345                 |
| Ziegen                   | 32 %        | 18.010                |
| Schafe                   | 2 %         | 2.060                 |
| Ausstattung              |             |                       |
| Ausstattung              | Anteil 2010 | Anzahl der Haushalte  |
| Radio                    | 27 %        | 4.549                 |
| Fernsehen                | 15 %        | 2.476                 |
| Telefon (Mobil/Festnetz) | 50 %        | 8.412                 |
| Kühlschrank              | 4 %         | 705                   |
| Fahrrad                  | 7 %         | 1.238                 |
| Motorrad                 | 13 %        | 2.120                 |
| Auto                     | 5 %         | 432                   |
| Boot                     | 3 %         | 467                   |

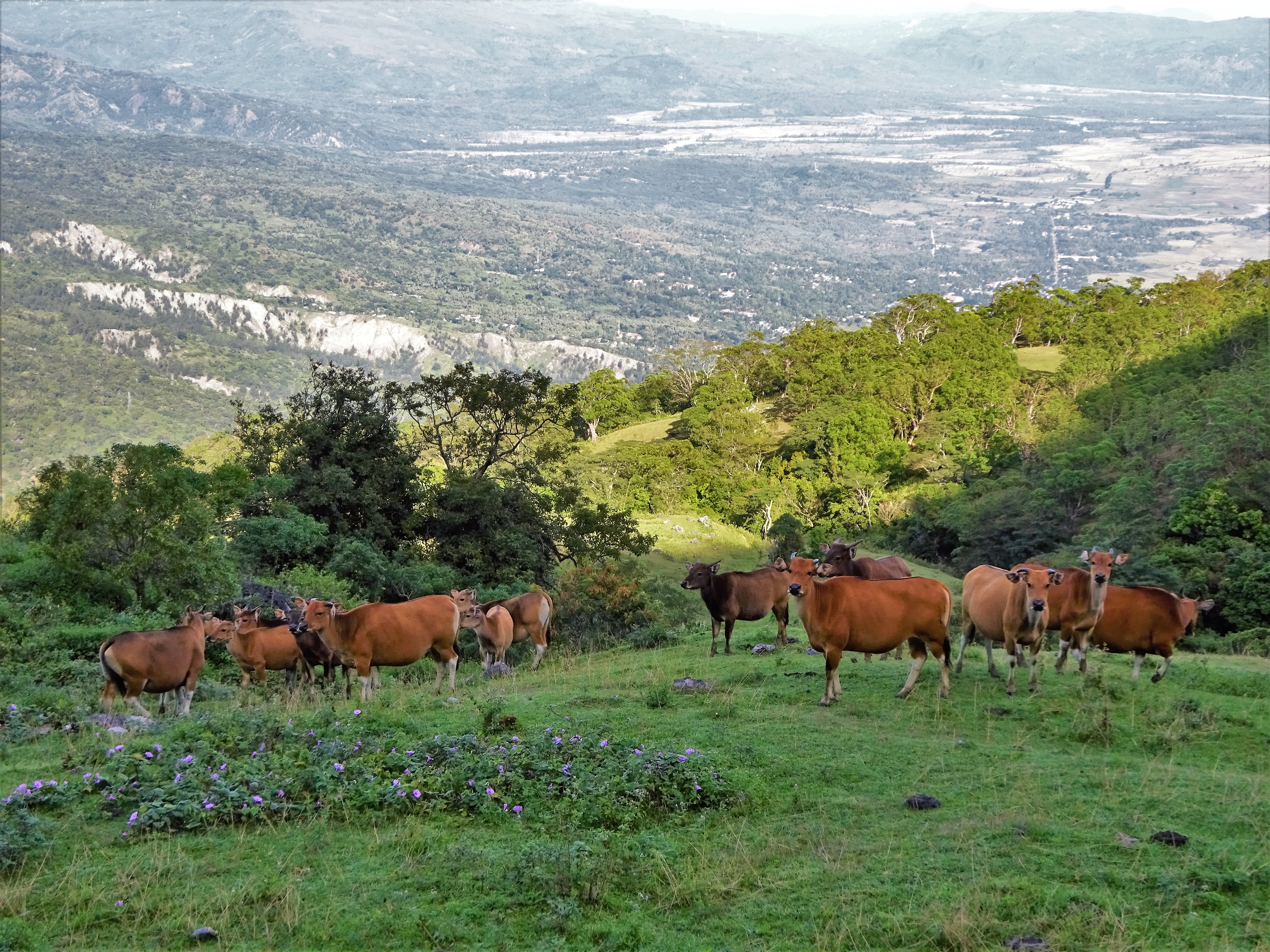
Rinderherde am Berg Leolaco

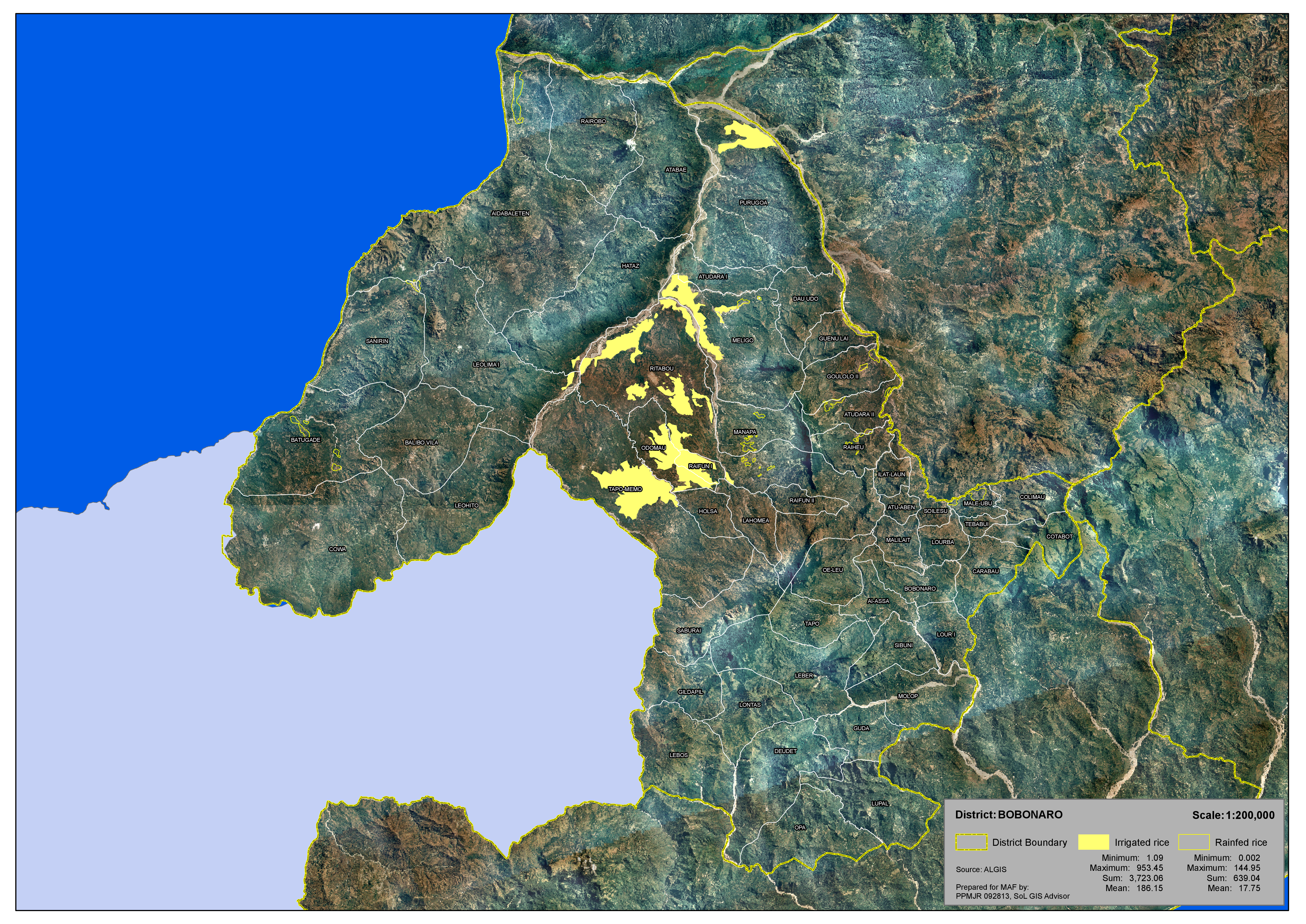
Reisanbaugebiete in Bobonaro

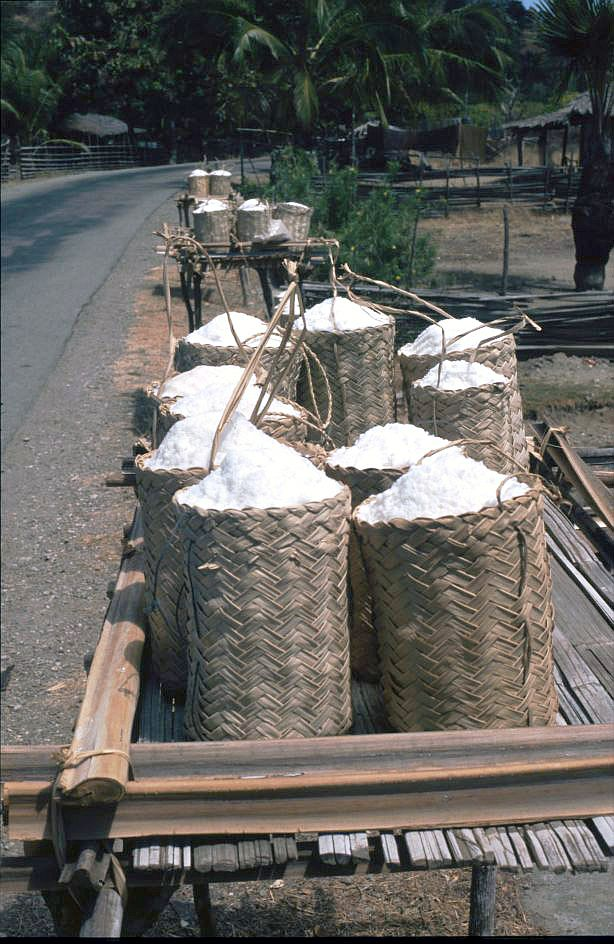
Salzgewinnung in Atabae

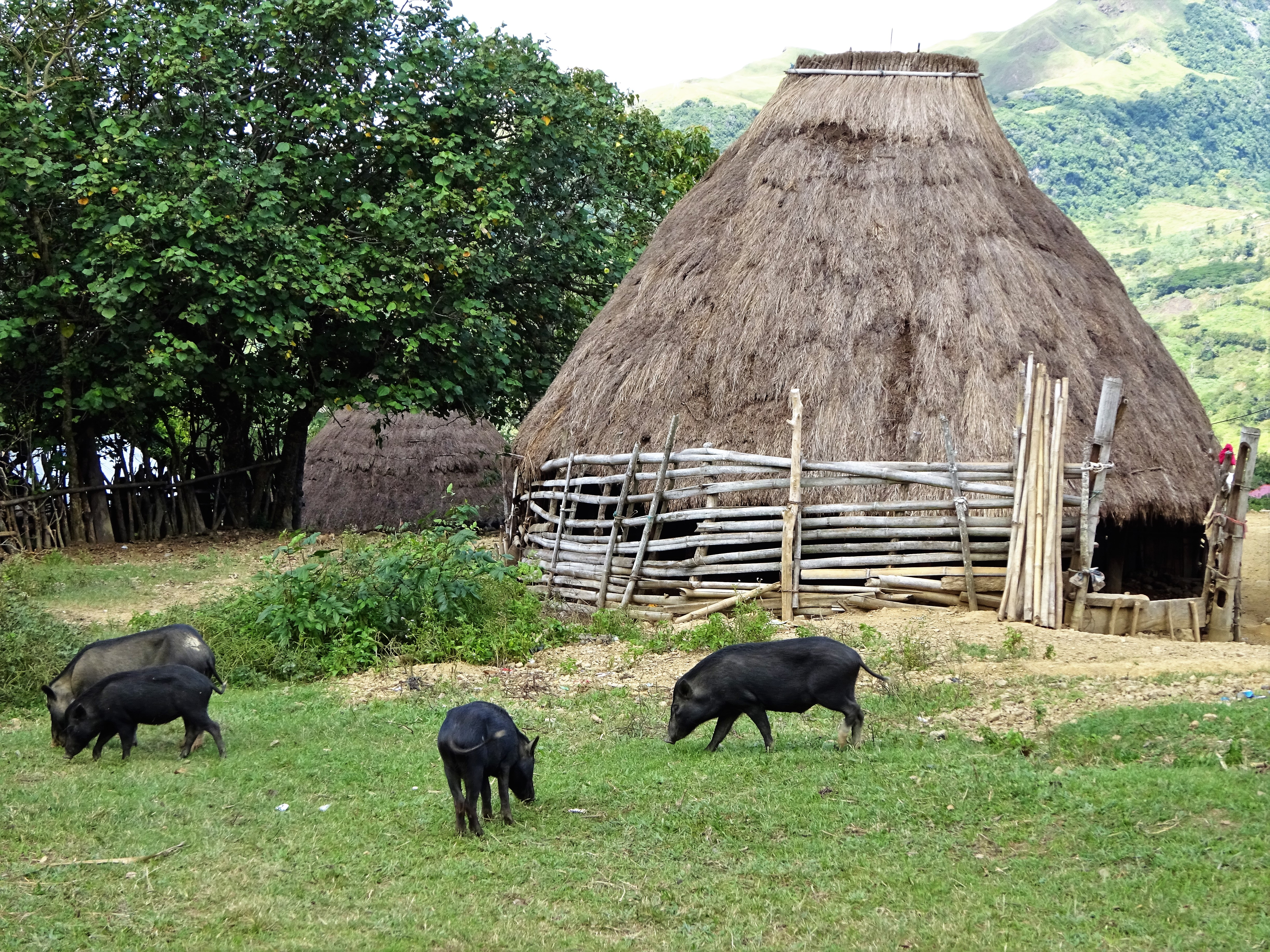
Schweinehaltung in Ritabou

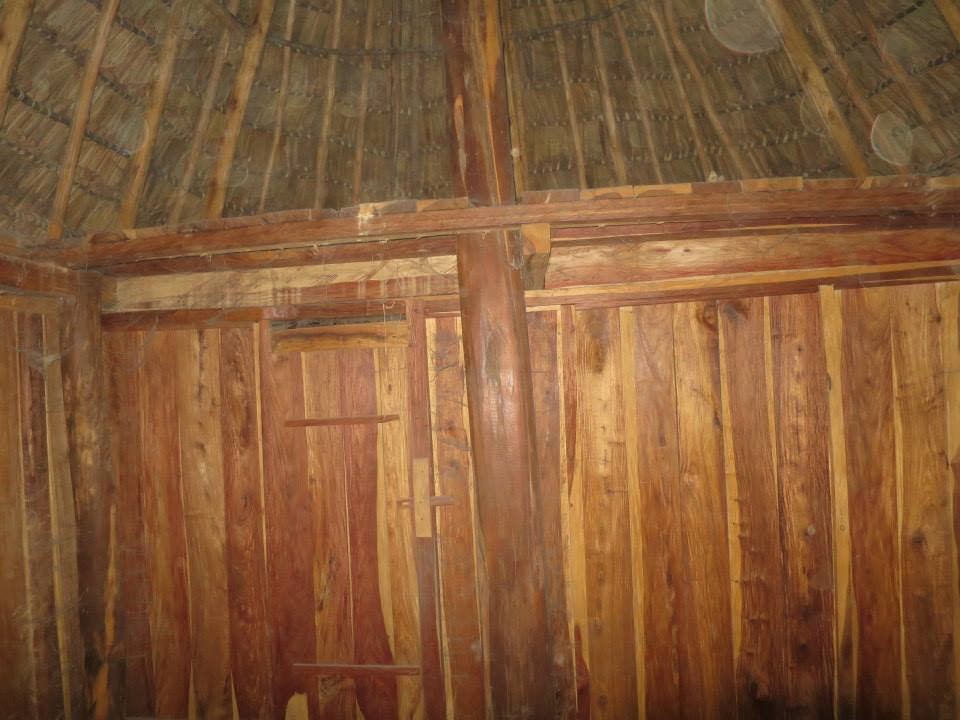
Holz und Palmwedel sind noch heute häufige Baumaterialien

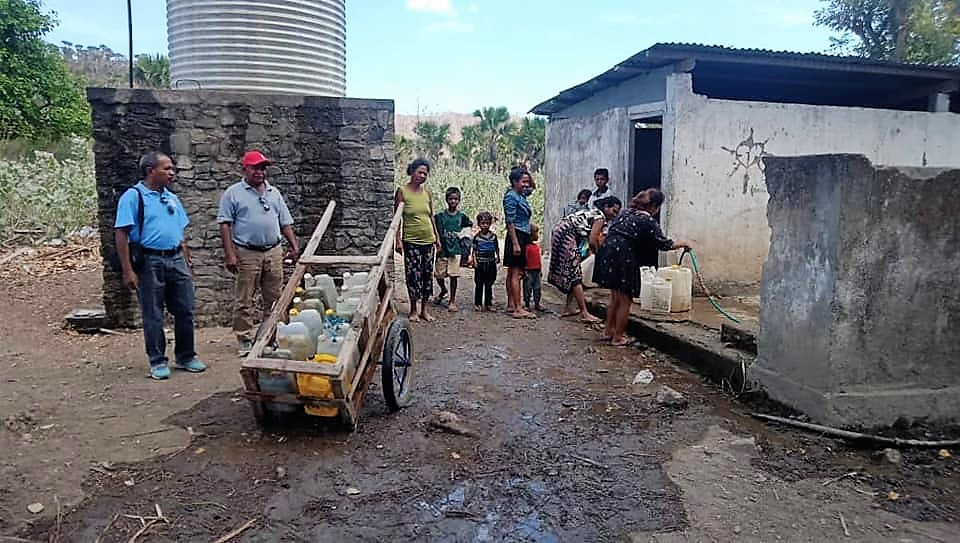
Wasserstelle in Hataz

Laut der Volkszählung von 2010 arbeiten 43 % aller Einwohner, die zehn Jahre oder älter sind (Landesdurchschnitt: 42 %). 4 % sind arbeitslos (5 %). 72,3 % der Haushalte betreiben Ackerbau, 88,5 % Viehzucht (Stand: 2010). An den Küsten dient der Fischfang als Haupterwerbsquelle der Bevölkerung. Karpfen, Welse, Mosambik-Buntbarsch (Mujair) und Schlangenkopffische (Gabus) werden hier auch gezüchtet. 66 % der Haushalte bauen Mais an (Landesdurchschnitt: 55 %), 55 % Kokosnüsse (42 %), 57 % Maniok (51 %) und 46 % Gemüse (43 %). Über 31 % pflanzen Reis (25 %), vor allem in Maliana und Cailaco am Ostufer des Nunura und am Bulobo. Zur Grundversorgung werden zudem Erdnüsse, grüne Bohnen, Mungbohnen, Kidneybohnen, Soja, Maniok und Süßkartoffeln angebaut. Daneben pflanzen die Einwohner Senfblätter, Kopfsalat, Kohl, Zwiebeln, Karotten, Bananen, Tomaten, Auberginen, Papayas, Ananas, Kartoffeln und Knoblauch. Als Haustiere werden in erster Linie Hühner gehalten. Über drei Viertel der Haushalte haben Hühner, noch etwas mehr haben Schweine. Rinder finden sich bei 43 % der Haushalte, jeder Dritte hält Ziegen, jeweils jeder Zehnte Pferde beziehungsweise Büffel. Selten sind Schafe. Missernten führen zu massiven Problemen, so kam es in Balibo im November 2007 zu einer extremen Nahrungsmittelknappheit.
Für den Verkauf bauen 28 % der Haushalte Kaffee an, was dem Landesdurchschnitt entspricht. Weitere Handelsgüter sind Lichtnüsse, Kokosnüsse, Orangen, Mangos und andere Früchte. Kaffeezentrum in der Gemeinde ist das hochgelegene Verwaltungsamt Lolotoe, in dem über 76 % der Haushalte das wichtigste Exportgut des Landes anbauen. In Cailaco und Bobonaro sind es immer noch zwischen 47 und 45 %.
93 % der Haushalte Bobonaros leben in ihrem eigenen Haus, bei weiteren 4 % gehört das Haus einem Familienmitglied außerhalb des Haushalts. Nur knapp ein Viertel aller Wohnhäuser bestehen aus Ziegeln oder Beton. Der Großteil der Gebäude wird noch immer aus Naturmaterialien wie Bambus, Palmwedeln oder Lehm hergestellt. Bei den Dächern haben sich Zink- und Eisenbleche vielerorts durchgesetzt. Allerdings sind 29 % der Wohnhäuser noch mit Palmwedeln oder Stroh gedeckt. Bei über der Hälfte der Wohnhäuser besteht der Boden aus gestampftem Lehm, bei 35 % aus Beton oder Fliesen. Insgesamt sind die Naturmaterialien in Bobonaro ähnlich verbreitet wie im Landesvergleich. 74 % der Haushalte haben Zugang zu sauberen Trinkwasserquellen (10 % über dem Landesdurchschnitt), wobei nur 21 % das Wasser am oder im Haus haben. Die Bewohner der anderen Haushalte müssen das Trinkwasser aus öffentlichen Leitungen, Brunnen, Quellen oder Gewässern holen. Mit 94 % benutzen fast alle Haushalte Holz zum Kochen. Im Landesdurchschnitt sind es 4 % weniger. Fast zwei Drittel verwenden Petroleum um Licht zu erzeugen, ein Viertel Strom. Im Landesdurchschnitt benutzt die Hälfte Petroleum und über ein Drittel Elektrizität.
2025 waren 183 der 194 Aldeias Bobonaros an das nationale Stromnetz angeschlossen.
In kleineren Mengen finden sich als Bodenschätze Erdgas, Erdöl, Gold und Silber. In Atabae wird Salz aus dem Meer gewonnen.
Touristische Sehenswürdigkeiten sind unter anderem der Lago Malai, die Strände von Palaca und Batugade, die Festung von Balibo und das Australische Haus der Balibo Five. Bereits während der portugiesischen Herrschaft waren die heißen Quellen der Termas do Marobo, deren Wasser in einem Schwimmbecken gesammelt wird, ein beliebtes Ausflugsziel. Hier gibt es noch einige koloniale Ruinen. Das Maliana Colegio Infante de Sagres bietet Studienkurse an.
2010 hatten in Bobonaro 5 % der Haushalte Autos und 13 % Motorräder. Die A03 führt von Maliana nach Norden durch Marko und Atabae, in die Gemeinde Liquiça. Die A12 startet in Maliana in Richtung Osten zum Ort Bobonaro. Von dort führt nach Süden die A12 nach Zumalai und nach Norden die A10 nach Atsabe. Die A16 verbindet Bobonaro mit Lolotoe und Fatululic. Maliana verfügt über ein Flugfeld.
Der kommunale Radiosender in der Gemeinde ist Radio Communidade Maliana RCM (Radio Maliana) auf FM 91,7 MHz. Weniger als ein Drittel aller Haushalte besitzt ein Radio. Gerade mal 15 % haben einen Fernseher.
| Anteil Haushalte mit …        |                              |                                        |                                        |                   |                         |                     |                         |               |
| … Hauswänden aus …            |                              |                                        |                                        |                   |                         |                     |                         |               |
| Ziegel/Beton                  | Ziegel/Beton                 | Holz                                   | Bambus                                 | Lehm              | Eisen-/ Zinkblech       | Palmwedel           | Natursteine             | Sonstiges     |
| 24 %                          | 24 %                         | 3 %                                    | 11 %                                   | 5 %               | 2 %                     | 51 %                | 4 %                     | 1 %           |
| … Dächern aus …               | … Dächern aus …              | … Dächern aus …                        | … Dächern aus …                        | … Böden aus …     | … Böden aus …           | … Böden aus …       | … Böden aus …           | … Böden aus … |
| Palmwedel / Stroh / Bambus    | Eisen-/Zinkblech             | Dachziegel                             | Sonstiges                              | Beton             | Fliesen                 | Boden/Lehm          | Bambus/Holz             | Sonstiges     |
| 29 %                          | 70 %                         | 1 %                                    | 0 %                                    | 31 %              | 4 %                     | 60 %                | 3 %                     | 2 %           |
| Trinkwasserversorgung durch … |                              |                                        |                                        |                   |                         |                     |                         |               |
| Leitung oder Pumpe im Haus    | Leitung oder Pumpe außerhalb | Öffentliche Leitung, Brunnen, Bohrloch | Öffentliche Leitung, Brunnen, Bohrloch | geschützte Quelle | nicht geschützte Quelle | Oberflächengewässer | Oberflächengewässer     | Sonstiges     |
| 3 %                           | 18 %                         | 35 %                                   | 35 %                                   | 18 %              | 18 %                    | 6 %                 | 6 %                     | 2 %           |
| Energiequelle zum Kochen      | Energiequelle zum Kochen     | Energiequelle zum Kochen               | Energiequelle zum Kochen               | Lichtquelle       | Lichtquelle             | Lichtquelle         | Lichtquelle             | Lichtquelle   |
| Elektrizität                  | Petroleum                    | Holz                                   | Sonstiges                              | Elektrizität      | Petroleum               | Holz                | Lichtnuss/ Candle berry | Sonstiges     |
| 1 %                           | 4 %                          | 94 %                                   | 1 %                                    | 24 %              | 64 %                    | 3 %                 | 3 %                     | 6 %           |

## Partnerschaften
- Abrantes, Portugal (seit 1. März 2011)[89]
- Rio Maior, Portugal (seit 21. März 2013)[89]

## Persönlichkeiten
- Jape Kong Su (1924–2022), Geschäftsmann, geboren in Balibo
- João da Costa Tavares (1931–2009), pro-indonesischer Milizenchef und Bupati vom Distrikt Bobonaro
- Ernesto de Oliveira Barreto (* 1955), Beamter
- Silvino Adolfo Morais (1956–2022), Politiker
- Luís Cardoso (* 1958), Schriftsteller
- Domingas dos Santos (* 1959), Politikerin
- Emília Pires (* 1961), Politikerin
- Luís Maria Lobato (1962–2023), Gesundheitspolitiker
- Afonso Carmona (* 1964), Jurist
- Alfredo Pires (* 1964), Politiker
- Benevides Correia Barros (* 1968), Jurist
- Maria Natércia Gusmão Pereira (* 1968), Politikerin
- João Belo dos Reis (* 1971), Beamter der Nationalpolizei Osttimors (PNTL)
- Fernando Dias Gusmão (* 1973), Politiker
- Jacinta Abucau Pereira (* 1973), Politikerin
- Maria Gorumali Barreto (* 1973), Politikerin
- Romeu Moises (* 1975), Politiker
- Carminda Carlota (* 1974), Politikerin
- Maria Tapó († 1975), Unabhängigkeitskämpferin
- Romeu Moises (* 1975), Politiker
- Fidelis Leite Magalhães (* 1980), Politiker
- Mouzinho Barreto de Lima (* 2002), Fußballspieler